# Monte Nuovo
Il Monte Nuovo è il più recente edificio vulcanico dei Campi Flegrei, caldera vulcanica nei pressi di Pozzuoli e Bacoli. Si trova nel comune di Pozzuoli presso il Lago Lucrino. Si formò tra il 29 settembre e il 6 ottobre 1538 a seguito di un'eruzione che distrusse il villaggio medievale di Tripergole. 
Il monte è caratterizzato da una folta vegetazione. Sul vulcano crescono piante tipiche della macchia mediterranea, il pino, le ginestre e l'erica.
Il vulcano è un'oasi naturalistica aperta al pubblico e manifesta attività vulcanica secondaria, come terremoti e fumarole. Essendo una delle decine di bocche eruttive della caldera dei Campi Flegrei, ne condivide la classificazione geologica.

## La formazione del vulcano

### I prodromi

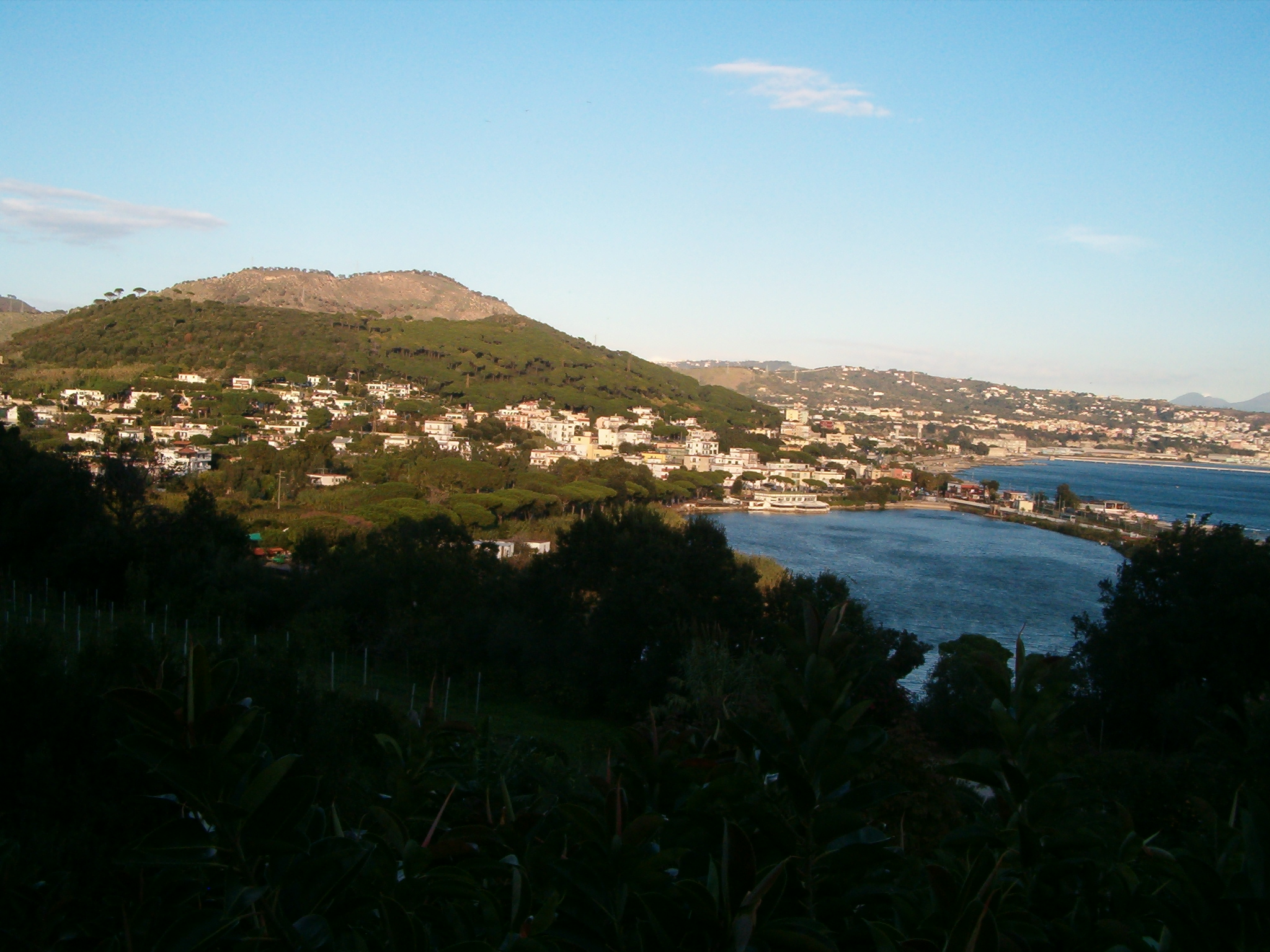
Nel X secolo il Lago Lucrino non esisteva più, essendo sommerso dal mare a causa del bradisismo discendente

Nel X secolo i Campi Flegrei subirono la loro massima sommersione bradisismica. Essa è attestata a Pozzuoli dal cosiddetto Serapeo dove le parti delle colonne sommerse dal mare ma non sepolte da detriti vennero attaccate dai litodomi fino ad un'altezza massima di 6,30 m. È chiaro che in quest'epoca il Lago di Lucrino non esisteva più, sommerso completamente dal mare che penetrava nel Lago d'Averno.
Nell'XI secolo il movimento bradisismico si invertì da negativo in positivo: iniziava una progressiva emersione dell'area flegrea interessata dal fenomeno.
Nel XII secolo, e precisamente nell'anno 1198, si ebbe un'attività più intensa della Solfatara: Scipione Mazzella parla di una vera e propria eruzione del vulcano, caratterizzata da colate di fango che si sarebbero dirette verso Pozzuoli; recenti indagini archeologiche nei pressi della Solfatara hanno tuttavia dimostrato l'infondatezza di questa notizia. Ciò non di meno si può credere che una maggiore intensità fumarolica ed eruttiva in loco della Solfatara possa essere collegata all'inversione del movimento bradisismico.
Nel XIV secolo, nell'anno 1301, sull'isola d'Ischia ebbe luogo l'ultima eruzione lavica (colata dell'Arso), accompagnata per alcuni mesi da forti terremoti che si fecero sentire su tutta la costa. Intanto nei Campi Flegrei proseguiva il movimento ascensionale del bradisisma. Poco dopo, nel 1341 il Boccaccio visitava la zona flegrea e notava che il mare agitato irrompeva nel lago d'Averno.
Nel XV secolo Pozzuoli subiva disastrosissimi terremoti che la rasero praticamente al suolo: il primo del 1456 colpì tutto l'Appennino Campano; il secondo del 1488 ebbe invece carattere locale.
Nel XVI secolo il Lucrino era ancora sommerso dal mare ed appariva come una insenatura marina che raggiungeva l'imboccatura del Lago d'Averno, sulla cui insenatura si affacciava il villaggio di Tripergole. Intanto il bradisisma ascendente diventava visibile: gli abitanti di Pozzuoli litigavano fra di loro per chi si dovesse appropriare delle nuove terre che emergevano lungo la costa, tanto da causare nel 1501 e 1503 due editti regi di re Ferdinando II di Aragona ed Isabella di Castiglia (conservati presso l'archivio diocesano di Pozzuoli) che infine assegnavano al demanio della città di Pozzuoli le terre che emergevano sulla costa "dove si andava seccando il mare".
Dopo il 1511 si ebbe una progressiva intensificazione dell'attività sismica; in modo particolare negli anni 1536-1537 i terremoti si avvertirono in tutta la provincia, Napoli compresa, affliggendo in modo particolare la città di Pozzuoli dove furono danneggiati seriamente numerosi edifici. Nei due giorni precedenti l'eruzione, le scosse telluriche tra grandi e piccole erano continue, contandosene secondo alcuni più di venti nella sola data del 27 settembre 1538, secondo altri anche una decina ogni ora.

### L'eruzione
La dinamica dell'eruzione del Monte Nuovo e la successione degli eventi è abbastanza ben conosciuta grazie ad una serie di testimonianze di alcuni personaggi e cronisti dell'epoca che, per la loro curiosità ed interesse scientifico, furono testimoni in prima persona del fenomeno, recandosi essi stessi sui luoghi dai quali invece gli altri fuggivano, similmente a quanto era avvenuto quindici secoli prima con Plinio il Vecchio durante l'eruzione del Vesuvio nell'anno 79 d.C. Benché la cronologia indicata dai diversi autori non sia sempre di immediata comprensione (la cadenza delle ore e della giornata non corrispondevano allora a quelle attuali), tuttavia dal confronto delle varie testimonianze tanto la dinamica che la sequenza delle diverse fasi eruttive risulta coerente e può essere riassunta come segue.
- Sabato 28 settembre 1538: Il fenomeno si avviò intorno alle ore 12:00, allorché il mare si ritirò repentinamente di circa 370 m, lasciando sulla riva moltissimi pesci agonizzanti che dai Puteolani, felici, furono raccolti "a carrettate"; è stato calcolato che questo ritiro corrisponda ad un moto bradisismico ascendente di almeno 7,40 m[4]

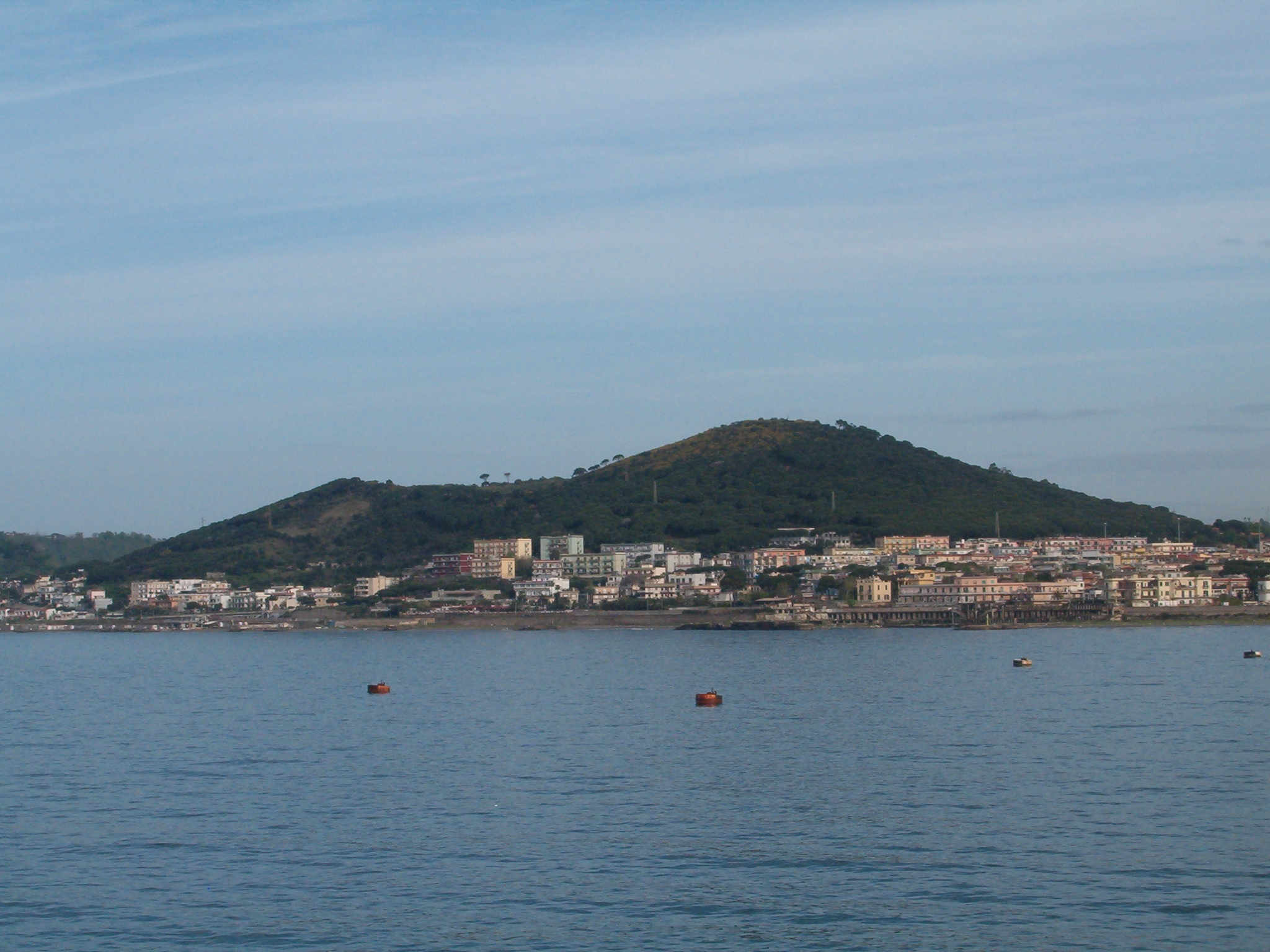
Il Monte Nuovo visto dal mare

- Domenica 29 settembre: intorno alle ore 8:00 di mattina fu notato che nella piccola vallata posta fra il Monte Barbaro, l'Averno ed il mare, la terra si era abbassata di circa 2 canne (corrispondenti a 4,23 m), dal quale avvallamento fuoriuscì un piccolo torrente sia di acqua fredda e limpida che di acqua tiepida e sulfurea (dunque l'eruzione intaccò sia la falda freatica che vene di acque termali). Verso le ore 12:00 nello stesso avvallamento si andò formando invece un rigonfiamento del terreno, descritto dai cronisti dell'epoca che lo videro formarsi "come quando la pasta cresce"; continuando questo bozzo a crescere, vi si aprirono infine dei crepacci. Verso le ore 20:00 si aprì la prima voragine, il "cumulo di terra" collassò ed ebbe inizio l'eruzione. La piccola valletta si squarciò e dalla spaventosa buca cominciarono a fuoriuscire fuoco, fumo, pietre, cenere asciutta e soprattutto cenere fangosa, il tutto accompagnato da forti boati.

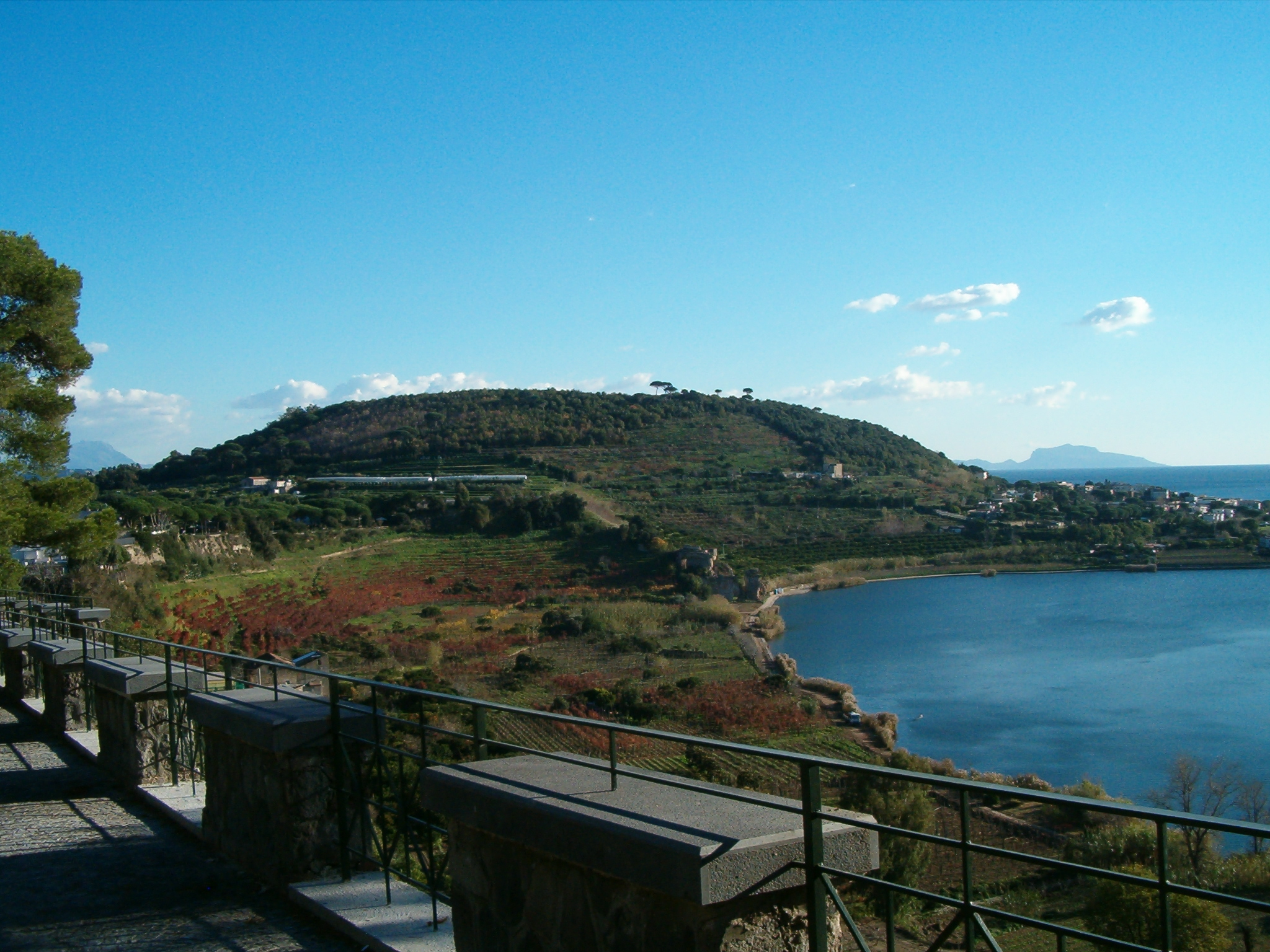
Il Monte Nuovo è sorto sul luogo ove era situato il villaggio medievale di Tripergole

- Lunedì 30 settembre (primo giorno): per tutta la notte si sentirono forti boati. I Puteolani, investiti dalla pioggia di cenere, fango e pietre, e dai tremori dei terremoti, fuggono verso Napoli. A Lucrino l'eruzione cancella progressivamente il Monticello del Pericolo ed il villaggio di Tripergole postovi sopra, e colma l'insenatura marina su cui questi si affacciavano; parimenti distrugge e seppellisce la sorgente termale chiamata "Bagno di Cicerone" (ovvero "Bagno del Prato") ed i corrispondenti resti della villa di Cicerone detta "Cumanum" (o "Academia"). In giornata il viceré Don Pedro di Toledo viene con tutta la sua corte, molti cavalieri e qualche filosofo ad osservare il fenomeno attestandosi però alla chiesetta di San Gennaro alla Solfatara sia perché il luogo è un punto di osservazione straordinario di tutti i Campi Flegrei, sia perché non era possibile avvicinarsi a Pozzuoli per la fitta caduta delle pietre eruttate.

- Martedì 1º ottobre (secondo giorno): il Monte Nuovo finisce di formarsi nel giro di 48 ore. Nel frattempo da Napoli viene organizzata una processione con il prezioso busto contenente la reliquia della testa di San Gennaro.

- Mercoledì 2 ottobre (terzo giorno): l'attività eruttiva si modera di molto e il monte diventa visibile quando fumo e ceneri cominciano a diradarsi. Pietro Giacomo da Toledo "con più persone" ne approfitta per salire sulla sommità del monte e guardare dentro la caldera.

- Giovedì 3 ottobre (quarto giorno): tra le ore 15:00 e 16:00 nuova fase eruttiva, corta ma violentissima, tanto che "pietre grosse" raggiungono Nisida, spaventando non poco i barcaioli che lì stazionavano.

- Venerdì 4 ottobre (quinto giorno): il vulcano ritorna in uno stato di quiescenza ed emette solo "poco fumo". Il Marchesino è invogliato a recarsi di persona nei luoghi colpiti: vi si reca in barca attraccando a Pozzuoli per poi raggiungere il Monte Nuovo, salirci su, guardare dentro la caldera, ed infine dare uno sguardo a Lucrino e all'Averno.

- Sabato 5 ottobre (sesto giorno): continua la fase quiescente del vulcano che emette "poco fumo". Il Marchesino scrive la sua lettera-relazione.

- Domenica 6 ottobre (settimo giorno): sia la fase di apparente tranquillità del vulcano, che anche la giornata festiva invogliano numerose persone a scalare il nuovo cono. Ma nuovamente tra le ore 15:00 e 16:00 un'improvvisa e violenta esplosione, benché l'ultima, miete ben 24 vittime fra gli incauti scalatori.

I danni provocati dall'eruzione del Monte Nuovo non andarono oltre il raggio di circa 1 km; i materiali eruttati ricaddero soprattutto in loco: Pozzuoli fu sepolta da 30 cm di ceneri, Napoli da 2 cm (quanto bastò per insudiciare i bei palazzi nobiliari), mentre le ceneri più leggere, portate dai venti, riuscirono a raggiungere il Cilento, la Calabria e le Puglie.
Probabilmente nei mesi (o negli anni) successivi all'eruzione il suolo ridiscese progressivamente: secondo alcuni ritornando alla quota che aveva nel 1530; secondo altri abbassandosi di circa 3 m.
Una tavola conservata al Museo di San Martino a Napoli (edita da E. Duchetti a Roma nel 1586) che ritrae una veduta generale a volo d'uccello dei Campi Flegrei da Posillipo fino a Cuma, mostra un lago Lucrino praticamente inesistente.

## Storia e documentazione

### Fonti scritte e testimoni oculari

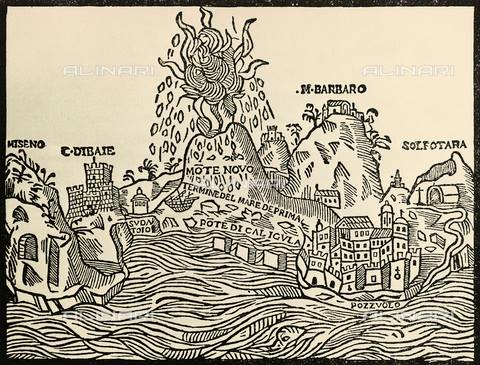
Marco Antonio Delli Falconi

Gli autori che hanno visto l'eruzione del Monte Nuovo sono: Simone Porzio, Marco Antonio Delli Falconi, Aurora Franzè, Girolamo Borgia, Francesco Marchesino, Francesco Del Nero, Pietro Giacomo Toleto.
Vi sono poi altri autori che pur essendo contemporanei dell'evento ed avendolo descritto, tuttavia le loro descrizioni hanno un valore documentario minore, non essendo loro stati testimoni oculari dell'eruzione. Essi sono: Antonio Sanfelice, Georg Agricola, Ferrante Loffredo, Scipione Mazzella, Giovanni Battista Della Porta (De aeris transmutationibus Lib. IV cap. XLIV. De agri puteolani conflagratione del 1610). Nuovi documenti storici sono stati individuati e pubblicati nel 2011 da Emanuela Guidoboni e Cecilia Ciuccarelli .
Simone Porzio (nato a Napoli nel 1497 – morto a Napoli nel 1554) era un medico che ha anche insegnato filosofia a Napoli e a Pisa; aveva studiato a Padova col Pomponazzi; scrisse in latino molte opere sia di medicina che di filosofia. La sua relazione sull'eruzione, anch'essa in latino – dedicata al viceré spagnolo Don Pedro de Toledo – è stata tradotta e pubblicata da Amenduni nel 1878 (Giuseppe Amenduni, Dell'incendio dell'agro puteolano. Epistola di Simone Porzio al Viceré Don Pietro da Toledo. Traduzione italiana preceduta da una illustrazione critica. Napoli, 1878).

Marco Antonio Delli Falconi (nato a Nardò alla fine del XV sec. – morto nel 1556) fu un sacerdote eletto nel 1545 vescovo di Cariati (CS); in precedenza era stato al servizio di Bernardo Tasso quando questi era segretario del principe di Salerno. La sua testimonianza: Delli Falconi Marco Antonio, Dell'incendio di Pozzuoli nel MDXXXVIII. Napoli, 1538. L'opuscolo di Delli Falconi mostra un disegno ad incisione con la veduta della costa dalla Solfatara fino al Capo Miseno, nel quale si riconoscono Pozzuoli con il ponte caligoliano, Baia con il Castello Aragonese ed uno dei suoi grandi edifici termali, inoltre il Monte Barbaro con in cima la chiesa ed il convento di Sant'Angelo, ed al centro dell'immagine il Monte Nuovo in piena conflagrazione. Delli Falconi osservò l'eruzione dal mare in quanto, provenendo da Ischia, decise di fermarsi con la barca nel Golfo di Pozzuoli, attestandosi al largo nei pressi di Capo Miseno a circa quattro miglia dalla bocca eruttiva.

Pietro Giacomo da Toledo (o anche Pietro Giacomo Toleto) fu un medico, probabilmente napoletano. La sua testimonianza che è in forma di dialogo fra due personaggi di fantasia, Pellegrino e Suessano, è pubblicata in un rarissimo opuscolo intitolato Ragionamento del terremoto, del Nuovo Monte, dell'aprimento di terra in Pozzuolo nell'anno 1538 e della significazione di essi per Pietro Giacomo da Toledo, stampato in Napoli … 1539 …, opuscolo che fu offerto da sir William Hamilton al Museo Britannico. Il libello è corredato da una incisione che mostra l'eruzione del Monte Nuovo, la stessa pubblicata in Delli Falconi ma priva della didascalia.

Francesco Del Nero scrisse invece una lettera a Niccolò Del Benino, intitolata Sul terremoto di Pozzuoli, dal quale ebbe origine la montagna nuova, nel 1538; questo manoscritto fu pubblicato dall'Archivio Storico Italiano nel 1846, Vol. IX, Serie I.

Girolamo Borgia (nato in Lucania nel 1475 – morto a Napoli nel 1550), fu di famiglia spagnola; ebbe per maestro il Pontano, e divenne vescovo di Massa Lubrense. Cantò l'eruzione in un poemetto in versi latini che dedicò a papa Paolo III, intitolandolo H. Borgii. Incendium ad Avernum lacum horribile pridie Cal. Octobris MDXXXVIII, nocte in tempesta exortum. Neapoli, … MDXXXVIII.

Francesco Marchesino scrisse una lettera non si sa a chi indirizzata, intitolata Copia de una lettera di Napoli che contiene li stupendi et gran prodigij apparsi sopra à Pozzolo, datata 5 ottobre 1538, e pubblicata a Napoli nello stesso anno. Di chi sia stato Francesco Marchesino e di che cosa si occupasse nella sua vita, non è dato di sapere. Il frontespizio della sua lettera a stampa presenta anch'essa un'incisione, invero un po' ingenua, che mostra la veduta della costa da Napoli fino a Capo Miseno ed Ischia (ovviamente compressa per motivi di spazio) durante l'eruzione: la forza della conflagrazione scaraventa in aria uomini, cani, e case intere in mezzo ad un viluppo di fiamme e pietrisco. Il Marchesino non solo assistette all'eruzione, ma salì persino sul monte.
Prescindendo dalle fasi ben risapute dell'eruzione, si riportano qui alcuni particolari e dettagli interessanti notati dai singoli autori, che arricchiscono notevolmente il quadro complessivo dell'evento.
- Simone Porzio notò che durante l'eruzione cadeva presso il vulcano cenere secca, mentre ad una certa distanza la cenere era umida e fangosa. Osserva inoltre gli alberi schiantati dalla violenza dell'eruzione e dal peso della cenere, uccelli e quadrupedi uccisi, mentre la gente si dava alla fuga. Non parla del lago Lucrino, ma accenna al mare presso l'Averno, la qual cosa ci testimonia che il lago Lucrino a quell'epoca non era ancora visibile essendo ancora sommerso dal mare.
- Delli Falconi precisa che l'eruzione era localizzata fra il Sudatoio ed il villaggio di Tripergole, e precisamente in una valletta tra il Monte Barbaro e il Monticello del Pericolo per la quale si giungeva al Lago d'Averno. Nota che l'eruzione si caratterizzava ora da fumo nerissimo, ora da fumo bianco; che la superficie del mare era completamente ricoperta da pietre pomici; che fra gli antichi ruderi riemersi dal mare erano tornate visibili sorgenti precedentemente sommerse, alcune delle quali caratterizzate da acqua calda e salata mentre un'altra più abbondante era di acqua dolce e fresca che creò un piccolo torrente che si incanalò sulla spiaggia per sfociare in mare; notò pure i pesci agonizzanti sull'ampia riva, mentre a terra numerosi erano gli uccelli morti a causa dell'eruzione, e gli alberi risultavano piegati a terra dal peso delle ceneri fino anche ad essere sradicati; ricorda inoltre che mentre la popolazione terrorizzata fuggiva verso Napoli portandosi qualche masserizia, dalla capitale giungeva invece il Viceré con molti cavalieri al seguito per osservare più da vicino il fenomeno. Infine afferma che le ceneri sono giunte a Napoli e "a detta di alcuni" fino al Vallo di Diano, ed in alcune parti della Calabria distanti più di 150 miglia ( = km 278) da Pozzuoli.
- Pietro Giacomo da Toledo, nel suo dialogo fra due personaggi, descrive il ritiro del mare il giorno precedente l'eruzione, dando la misura di circa 200 passi (corrispondenti a 370 m), ed i pesci agonizzanti sulla nuova battigia; osserva che le pietre proiettate dal vulcano erano pomici di cui alcune della grandezza "di un bue", che ricadevano in parte sul bordo, in parte di nuovo nella bocca; inoltre veniva proiettata fuori cenere fangosa grigia, dapprima più fluida, col tempo più densa, che "riempì Pozzuolo" ed a Napoli insudiciò la bellezza dei suoi palazzi; inoltre vi era "un odore di zolfo fortemente fetido". Specifica che l'eruzione durò senza sosta due giorni interi, e che le sue conflagrazioni si sentivano a Napoli come "il tonare […] di una vigorosa artiglieria"; che essa cessò il terzo giorno tanto da permettere una visione completa del vulcano ("la montagna apparve allora completamente visibile alla meraviglia di tutti gli spettatori") e spingere lui ed altre persone a salire fino alla sua sommità, guardare dentro la caldera "nel mezzo della quale bollivano le pietre le quali vi erano ricadute" similmente all'acqua che bolle in una grande pentola; che l'eruzione ricominciò il quarto giorno ed il settimo più forte ancora quando uccise numerose persone che vi erano salite.
- Francesco Del Nero nella sua relazione parte dal 28 settembre quando verso mezzogiorno "si seccò il mare di Pozzuolo per spazio di braccia seicento" (corrispondenti a 360–400 m) ed i Puteolani accorsero a raccogliere a carrettate il pesce rimasto al secco sulla nuova battigia. Prosegue specificando che il giorno 29 alle ore 8:30 antimeridiane "dove è oggi la voragine di fuoco, [si] abbassò la terra [di] due canne" (corrispondenti a 4,20-4,50 m) e vi sgorgò un torrentello di acqua dapprima fredda e limpida, poi tiepida e sulfurea; e che lo stesso luogo cominciò poi a gonfiarsi talché verso le ore 19:45 si era formata una collinetta alta quanto Monte Ruosi[7] e che di lì a poco questa collassò e cominciò l'eruzione che lui, benché mezzo malato osservò da una sua masseria poco distante situata in zona rilevata. L'eruzione fu tanto intensa che colmò un'insenatura del mare, mentre la cenere arrivò fino a 70 miglia ( = 130 km) tutto intorno. A Pozzuoli dove la cenere è caduta "più grossa, ed era molle e sulfurea e pesava" non vi era albero che non avesse tutti i rami spezzati e fosse irriconoscibile, mentre ovunque si osservava una grande moria di "uccelli, lepri ed animali di piccola grandezza". Ricorda infine i numerosi e continui terremoti che avevano afflitto Pozzuoli nei dieci giorni precedenti e conclude sottolineando che ora Pozzuoli è del tutto disabitata e che il mare sembra un campo arato, essendo completamente ricoperto di pomici che vi galleggiano per uno spessore di un palmo e mezzo ( = cm 40).
- Francesco Marchesino era a Napoli domenica (29 settembre) ed i giorni seguenti, e si recò sul posto solo venerdì. Specifica tuttavia che domenica sera, dopo il tramonto, si udivano dei boati simili a tuoni, ma che non si capiva da dove essi provenissero; appreso che provenivano dalla zona di Pozzuoli, essi proseguirono per tutta la notte ed anche nei due giorni successivi, accompagnati da una pioggia di ceneri che coprirono ogni cosa come la neve a gennaio, a Pozzuoli con uno strato di cenere di un palmo (corrispondenti a 26 cm), a Napoli con uno strato di polvere spesso un dito. Passate che furono due ore del lunedì, già affluivano a Napoli i primi profughi puteolani che raccontarono di aver visto uscire del fuoco dal mare presso Tripergole la sera prima della domenica. Specifica che dal monte non piovve solo della cenere ma anche pietre della grandezza di un cantaro[8] e più, seppure fossero leggere trattandosi di pomici, scaraventate sia intorno al monte che lontano più di due miglia (corrispondenti a 3,7 km). Che il giorno di martedì da Napoli si mosse la processione con la reliquia della testa di San Gennaro, che però non andò oltre la chiesetta di San Gennaro alla Solfatara; che già il giorno precedente vi si era recato il Viceré con tutta la sua corte, accompagnato da filosofi[9], ma nessuno poté andare oltre Pozzuoli per le ceneri e le pietre che cadevano fittamente. Poiché questa caduta di ceneri e pietre diminuiva col passare dei giorni, il Marchesino aspettò che tutto si rasserenasse, muovendosi così solo il giorno di venerdì. Non disponendo di un cavallo, il Marchesino vi si recò per via mare. Arrivato a Nisida, i barcaioli gli dissero che ancora la sera prima (giovedì) erano cadute grosse pietre sulla barca che li avevano allarmati ed intimoriti[10], e che lui non aveva ragioni per non credere loro poiché da lì in poi il mare era completamente ricoperto da pomici, tanto che l'attracco sulle spiagge di Pozzuoli risultò difficile e molto faticoso tirare la barca a riva. Sotto i suoi occhi Pozzuoli appariva una città completamente distrutta e del tutto abbandonata dai suoi abitanti, ed anche il duomo era crollato per metà a causa del terremoto. Per il raggio di due miglia (corrispondenti a 3,7 km) anche i giardini apparivano tutti distrutti, con gli alberi abbattuti a terra e ricoperti di cenere. Accostatosi al Monte Nuovo, il Marchesino notò che il mare si era ritirato per circa mezzo miglio (corrispondenti a 920 m)[11]. Il pendio mostrava qui e là piccoli fumacchi, simili ad "un mondizaro quando il fuocho [che] l'ha arso è mancato, et remasto sotto la cenere lo quale poi a poco a poco se mostra con fumo". Notò poi che il monte non era pieno ma vuoto al suo interno e si stringeva viepiù verso il fondo fino ad "un punto serrato senza caverna"[12]; che invece all'esterno esso appariva "simile a uno calice riverso" che si allargava progressivamente verso la sua base. Come misure approssimative il Marchesino dà per l'orlo del cratere circa mezzo miglio, mentre per la base del cono valuta una circonferenza di circa un miglio e mezzo / due. Infine annota che il Monte Nuovo ha separato il Lago d'Averno (che egli chiama Mare Morto o Mare piccolo) dalla conca che oggi accoglie il Lago Lucrino, allora un'insenatura (che egli chiama Mare grande o Lago della Sibilla), "talmente che il Mare grande nol po più entrare et refundere acqua al Mare piccolo".

[continua..]

### Il villaggio di Tripergole e gli antichibalnea

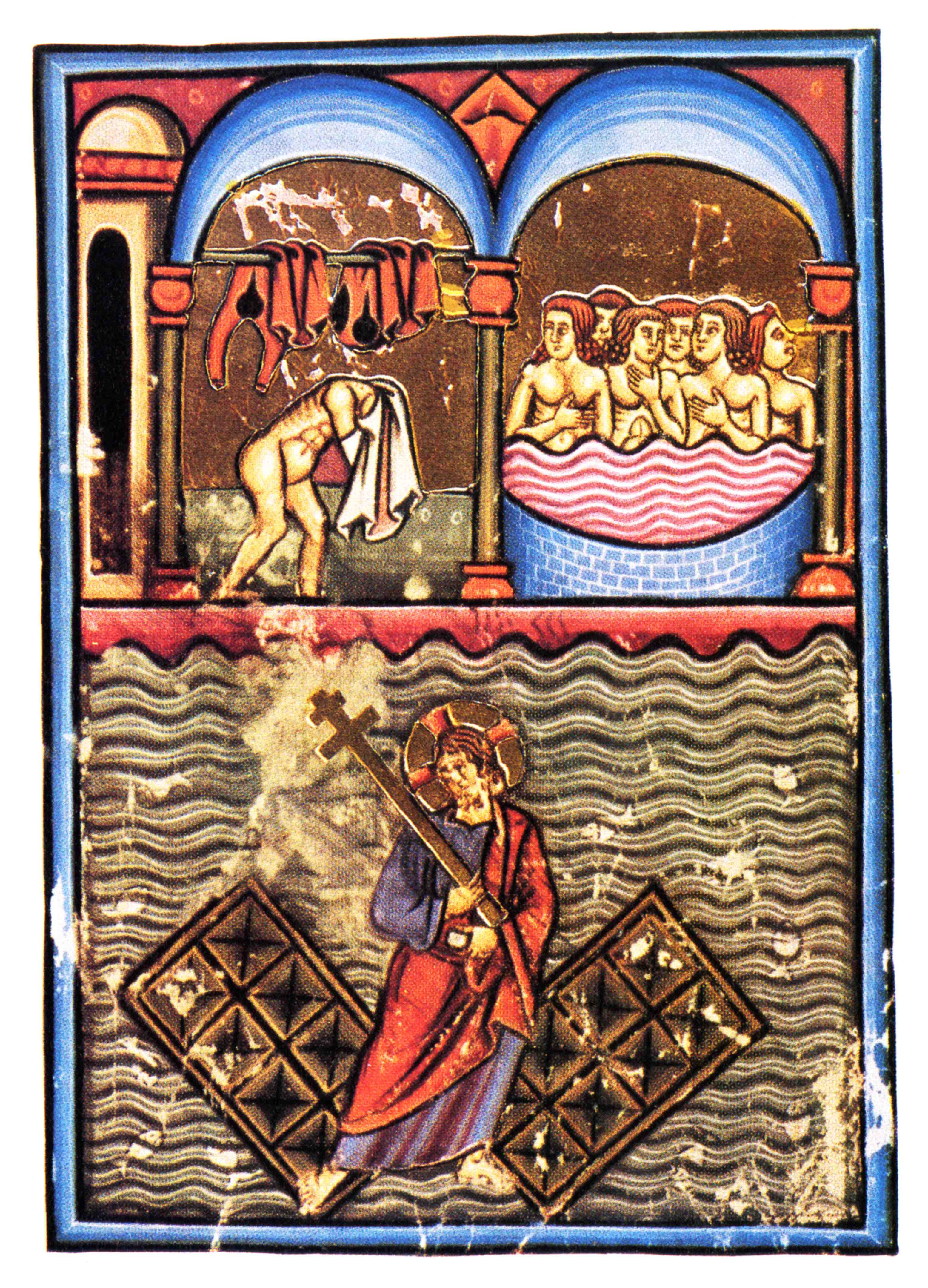
Pietro da Eboli: Balneum Tripergulae. La terma romana, distrutta dall'eruzione del Monte Nuovo, era caratterizzata da due stanze, in una delle quali ci si spogliava, mentre nell'altra ci si curava. Trovandosi il bagno presso il Lago d'Averno considerato fin dall'antichità l'ingresso al Regno dei Morti, la miniatura mostra Gesù Cristo che, prima di risorgere, vi discende per infrangere le porte dell'Ade.

A seguito dell'opera di Pietro da Eboli, il De Balneis Puteolanis (o il De Balneis Terrae Laboris), scritta nel XIII secolo alla corte di Federico II di Svevia, gli Angioini incoraggiarono la popolazione all'uso delle sorgenti flegree a fini terapeutici. Sul Lago Lucrino, presso una piccola collinetta di tufo (chiamata Monticello del Pericolo) su cui essi avevano edificato un castello, sorse ben presto un villaggio chiamato Tripergole. Esso si sviluppò dove più numerose si addensavano le fonti e gli impianti termali romani, proprio a seguito dell'afflusso dei numerosi malati. Il villaggio, oltre ad avere un certo numero di case, aveva una chiesa nel castello (dedicata allo Spirito Santo e a Santa Marta) ed una seconda chiesa dedicata a Santa Maddalena, un ospedale con circa 30 letti fatto costruire da Carlo II d'Angiò con annessa una farmacia, poi tre osterie per i forestieri, ed infine una casina di caccia reale, ed una cavallerizza.
Con l'eruzione vulcanica del 1538 la topografia del luogo cambia totalmente: viene cancellato completamente il villaggio di Tripergole con tutti i suoi edifici civili, religiosi e militari; scompare il Monticello del Pericolo; vengono totalmente distrutte o sepolte le antiche sorgenti termali di epoca romana che si trovavano presso il villaggio (da Pietro da Eboli chiamate: Balneum Ciceronis o Balneum Prati; Balneum Tripergula; Balneum Arcus; Balneum Raynerii; Balneum de Scrofa; Balneum de Sancta Lucia; Balneum de Cruce); distrutti per sempre anche i resti della villa di Cicerone chiamata Academia; scompare anche una grande sala termale romana, di forma circolare con sei finestre nella cupola, chiamata "Truglio"; infine, il Lago Lucrino subisce un drastico ridimensionamento, riducendosi ad un decimo di quello che era stata la sua estensione in epoca romana, come appare ancora al giorno d'oggi.

## Geologia e aspetto attuale
Il Monte Nuovo è situato ad occidente di Arco Felice, una frazione di Pozzuoli, fra il cono vulcanico del Lago d'Averno, il bacino del Lago Lucrino ed il mare.
Si tratta di un piccolo vulcano di forma circolare alquanto regolare.
Mentre il fondo piano della sua caldera si attesta a 13,3 m s.l.m., l'orlo del suo cratere invece è posto a diverse quote proprio per la sua storia eruttiva.

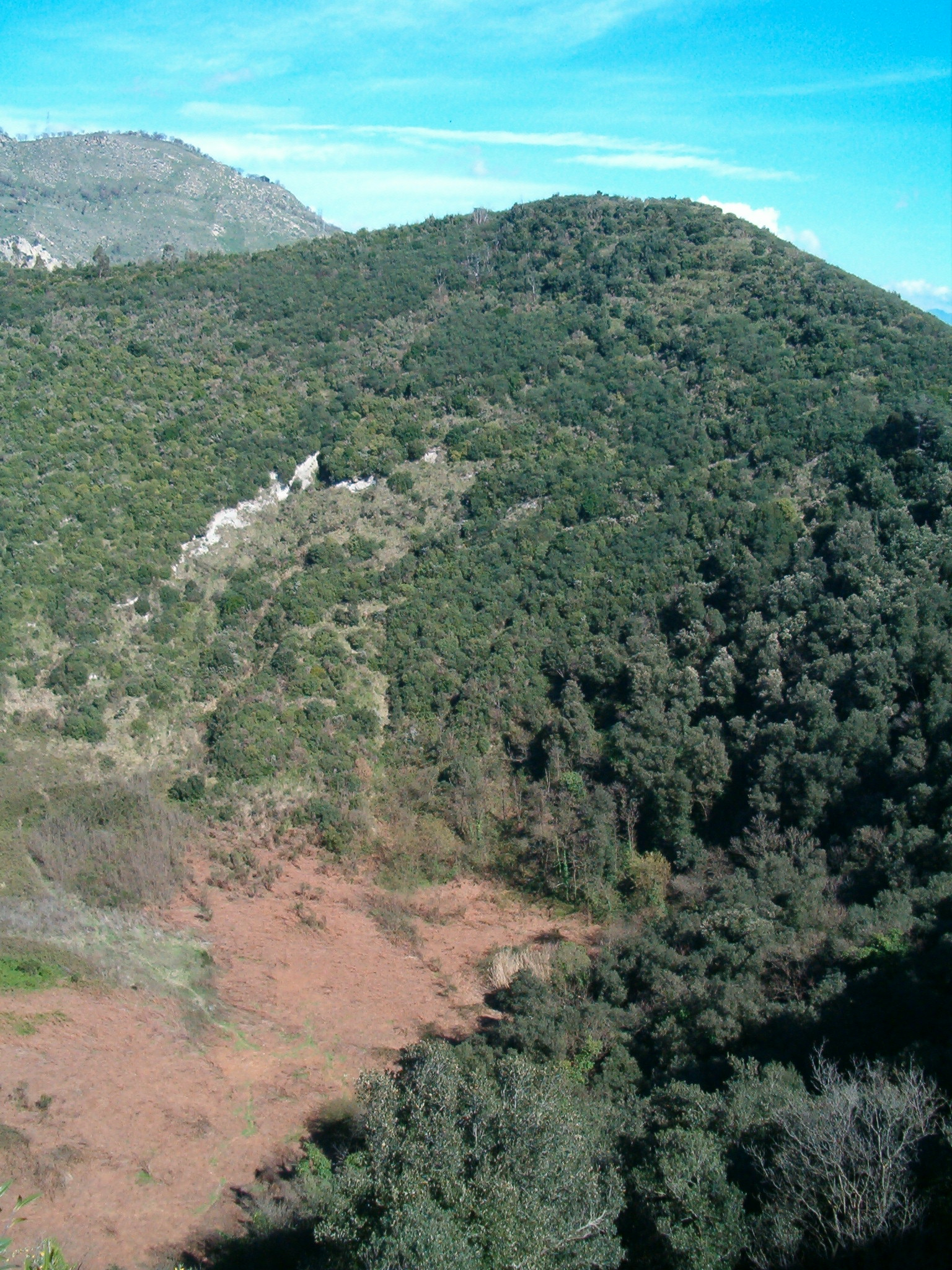
La caldera verso est con la cima più alta
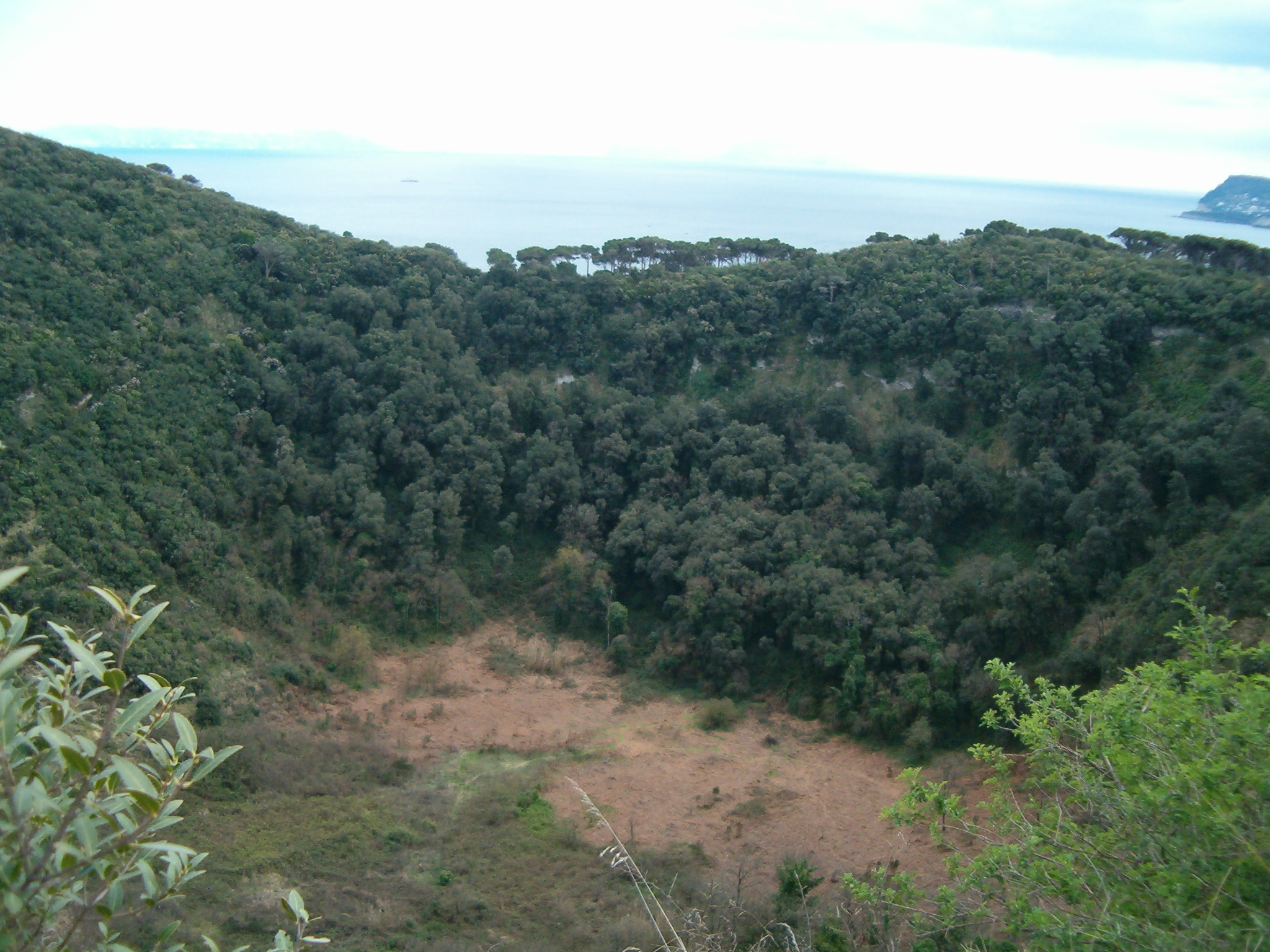
La caldera verso sud con la sella
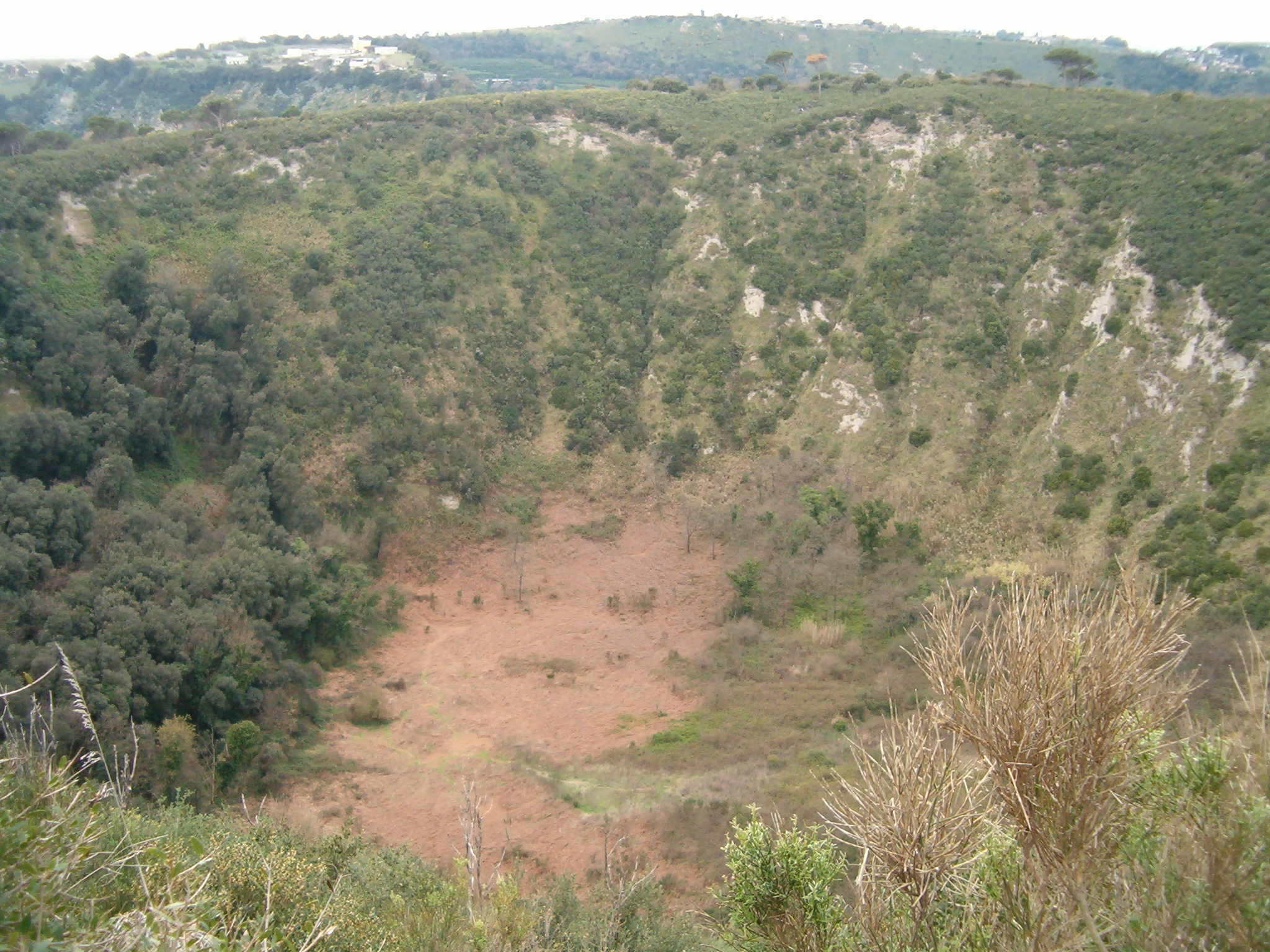
La caldera verso ovest con il palmento presso gli alti pini
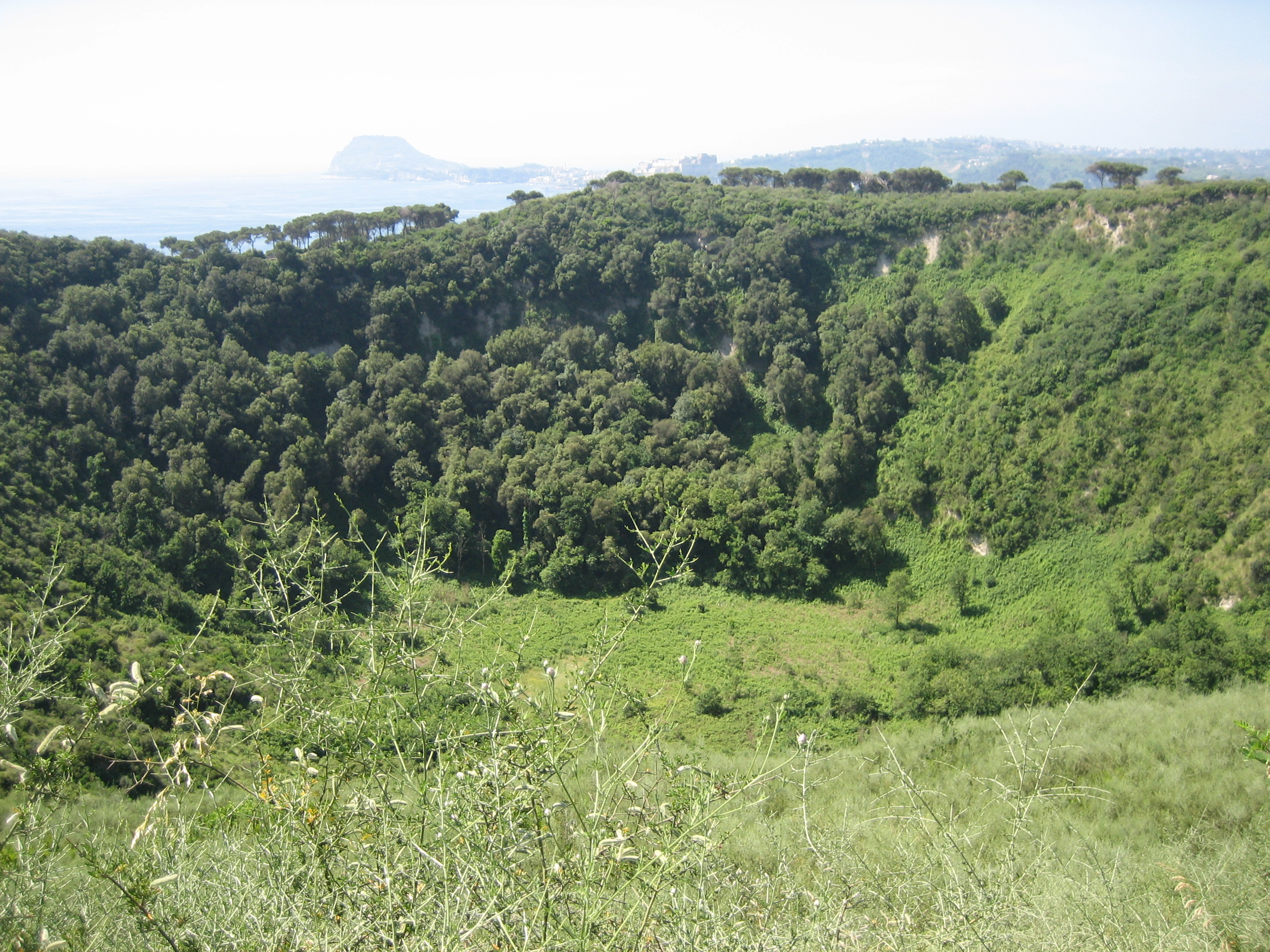
La caldera verso sud in primavera

Notoriamente la fine di un'eruzione vulcanica è caratterizzata dal collasso centrale dell'edificio vulcanico, che, non più sostenuto dalla forza dei gas e dell'eruzione, porta alla formazione della caldera. Ebbene, il Monte Nuovo avendo avuto sostanzialmente due eruzioni (quella dal 29 settembre al 3 ottobre; e quella finale del 6 ottobre) presenta in effetti due caldere: quella più ampia, tipica di un vulcano, in posizione centrale; e poi una seconda più piccola, meno appariscente, in posizione decentrata, riconoscibile a sud, simile ad un'ampia nicchia naturale lungo le pendici meridionali, in corrispondenza della quale l'orlo del cratere si presenta ribassato, simile ad una sella. Essa è coperta parzialmente dalla pineta, mentre nella parte dove essa appare piuttosto brulla, tuttora si sprigionano delle fumarole.

Mentre la cima più alta del cratere, posta a ridosso della sella, raggiunge quota 133 m s.l.m. e l'orlo di tutto il cratere si attesta a circa 100 ms.l.m., la sella invece è a 84 m.

Il vulcano ha alla sua base un diametro di circa 1.200 m; all'orlo invece il diametro del cratere è di 375 m.
Dal punto di vista strettamente geologico, il Monte Nuovo è formato da trachiti fonolitiche iperalcaline. Vi sono pomici e ceneri (di colore chiaro, biancastre o grigie) in depositi parzialmente litificati, provenienti soprattutto dall'attività di ricaduta aerea. Infine vi sono scorie di lancio, localmente saldate (di colore nero), riferibili all'attività eruttiva finale, che si ritrovano soprattutto lungo le pendici meridionali ed ancora quelle orientali del vulcano.

## Flora e vegetazione

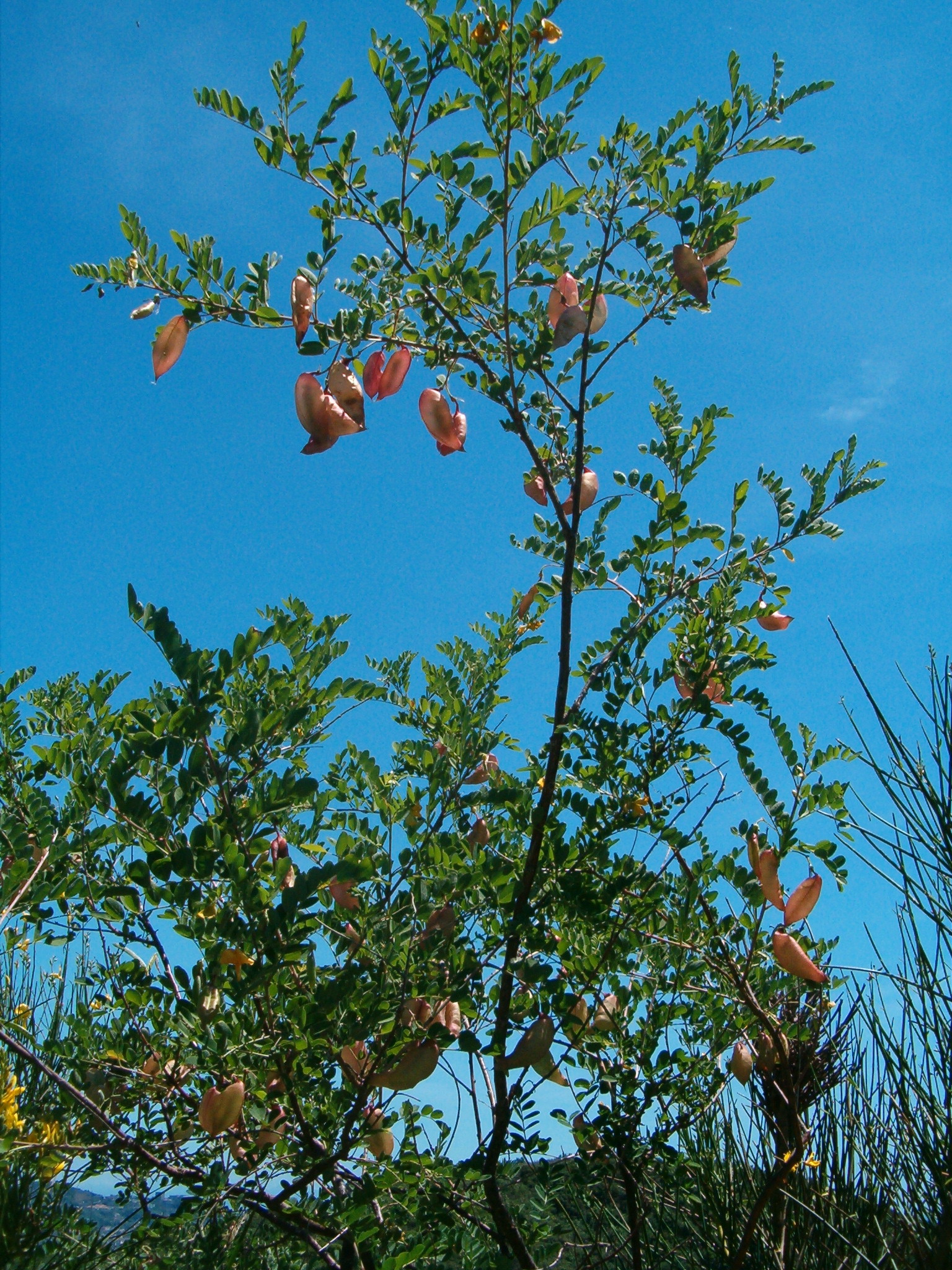
Colutea con infruttescenze (maggio), lungo il sentiero sull'orlo settentrionale del cratere

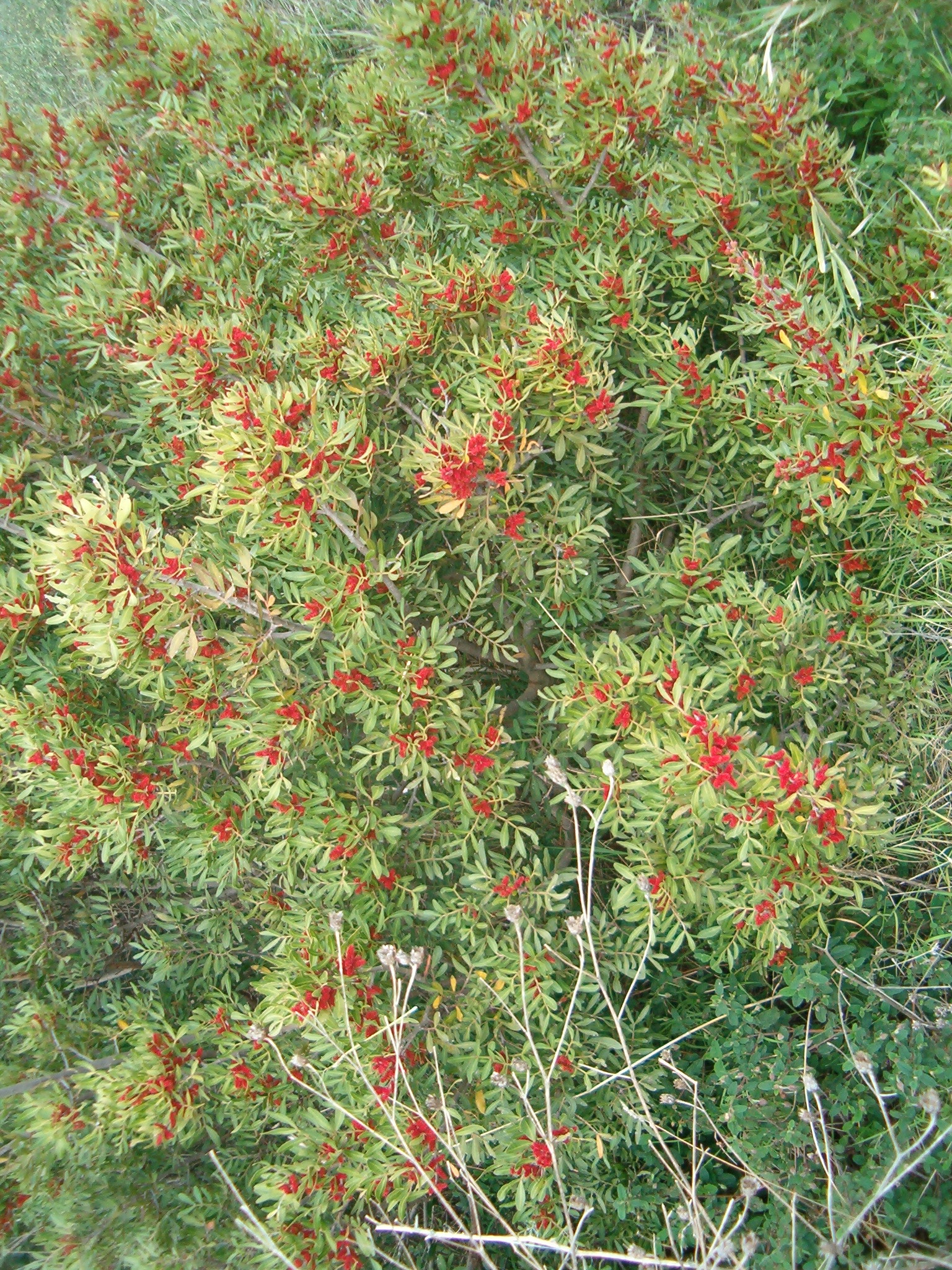
Lentisco con infruttescenze (marzo), in cima al cratere

Il Monte Nuovo,si caratterizza principalmente per la pineta, che - piantata nel 1930 - lo ricopre in buona parte verso meridione. La roverella è presente soprattutto sulle pendici occidentali, mentre all'interno della caldera nella sua parte più ombrosa ed umida (a sud) vi è una rigogliosa lecceta.

Per altri versi, il Monte Nuovo è un luogo privilegiato dove poter riconoscere le tipiche piante che caratterizzano la macchia mediterranea.
Tra le numerose piante, sono state riconosciute:
- piante arboree: il Corbezzolo, il Leccio, il Pino napoletano, l'Orniello, la Roverella;
- arbusti: l'Alaterno, la Colutea arborescens, l'Erica arborea, la Fillirea, la Ginestra dei carbonai, la Ginestra odorosa, la Ginestra spinosa, il Lentisco (=pistacchio selvatico), il Mirto;
- piante erbacee e a basso fusto: il Barboncino mediterraneo, la Canna, il Cisto, la Felce aquilina, il Senecio?, l'orchidea Serapias cordigera, il Tagliamani. Si sono incontrati singoli esemplari di Asparago selvatico e di Finocchio selvatico.

Altre piante riscontrate:
- piante utilitaristiche - Sul Monte Nuovo si trovano inoltre alcuni alberi impiantati a fini utilitaristici: il Carrubo (verso l'ingresso), il Fico e il Melograno (presso il palmento), il Castagno (lungo le pendici settentrionali).
- inquinamento botanico - Infine vi sono alcune piante non endemiche, piantate improvvidamente in tempi recenti senza rispettare la flora locale. Si tratta soprattutto di piante di Eucalipto, sull'orlo settentrionale del cratere.

## Escursione sul vulcano

### Percorsi

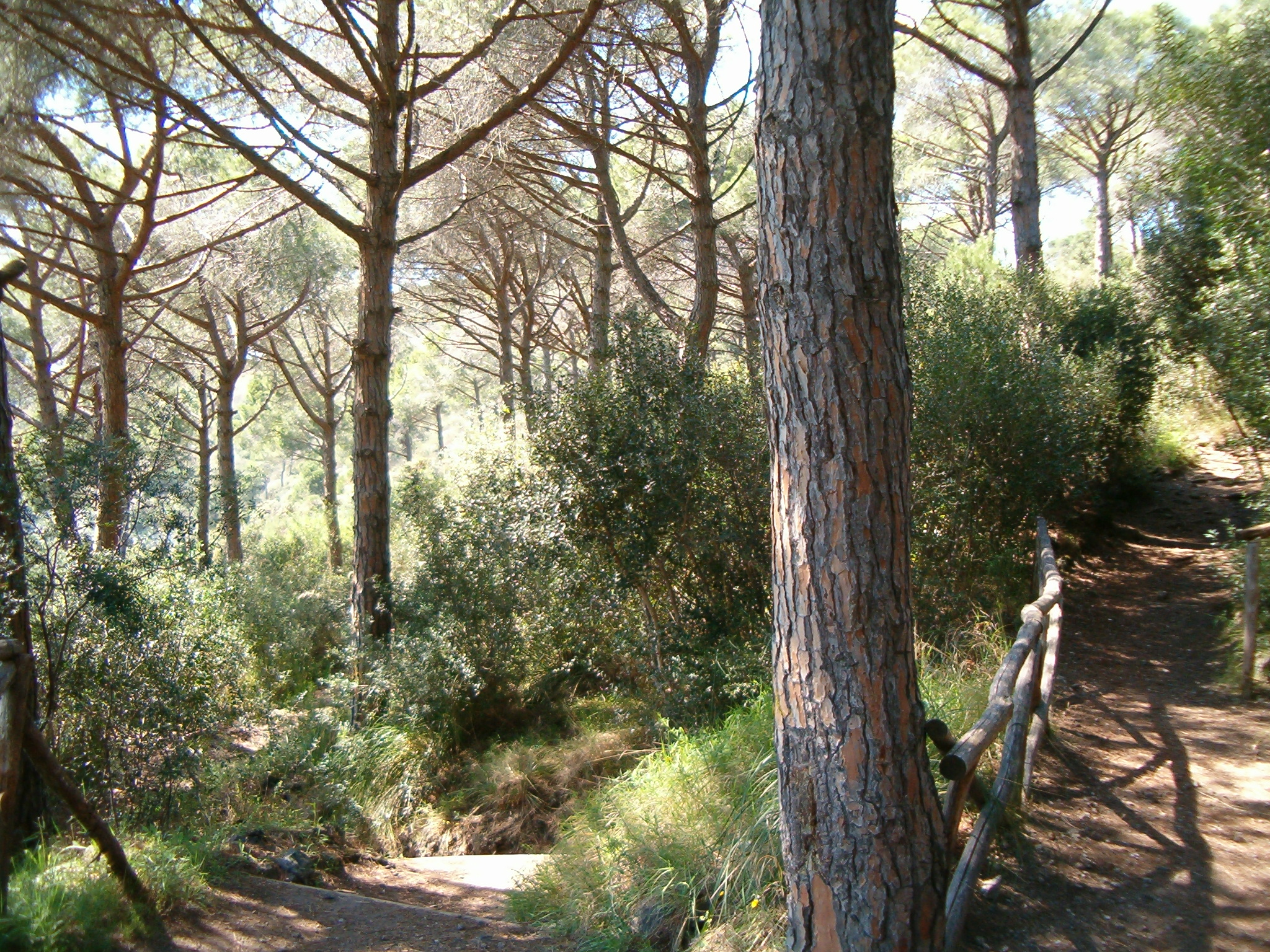
Il sentiero nella pineta (tratto iniziale)

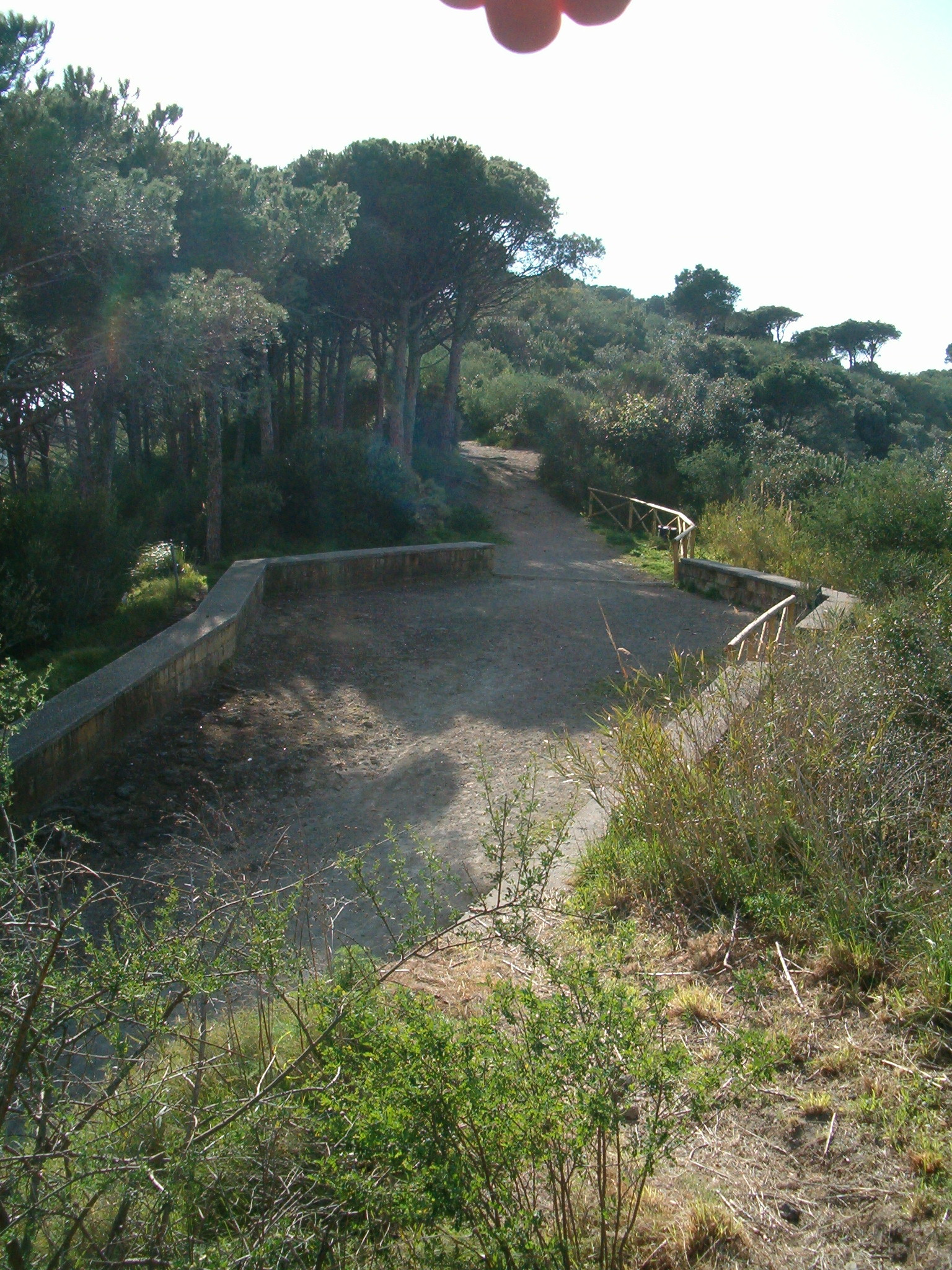
Il sentiero principale allo slargo della sella sull'orlo del cratere

Per salire sul Monte Nuovo bisogna arrivare ad Arco Felice, frazione del comune di Pozzuoli. Dalla strada principale alberata dell'abitato si distacca un diverticolo carrozzabile che sale su fino all'ingresso dell'Oasi Naturalistica di Monte Nuovo. 

Parcheggiata l'auto sullo slargo, si passa il cancello d'ingresso, subito a destra del quale vi è una scala in muratura che conduce al sentiero che porterà al cratere.
Il sentiero a gradini si snoda dapprima nella pineta, per sboccare ben presto in una larga stradicciola sterrata fiancheggiata da muretti in tufo, che dopo poco giunge alla sella dell'orlo del cratere. Da qui, attraverso la pineta, è possibile godere delle prime vedute panoramiche del Golfo di Pozzuoli in direzione di Baia, mentre pochi metri più avanti vi è un affaccio all'interno della caldera del cratere. 

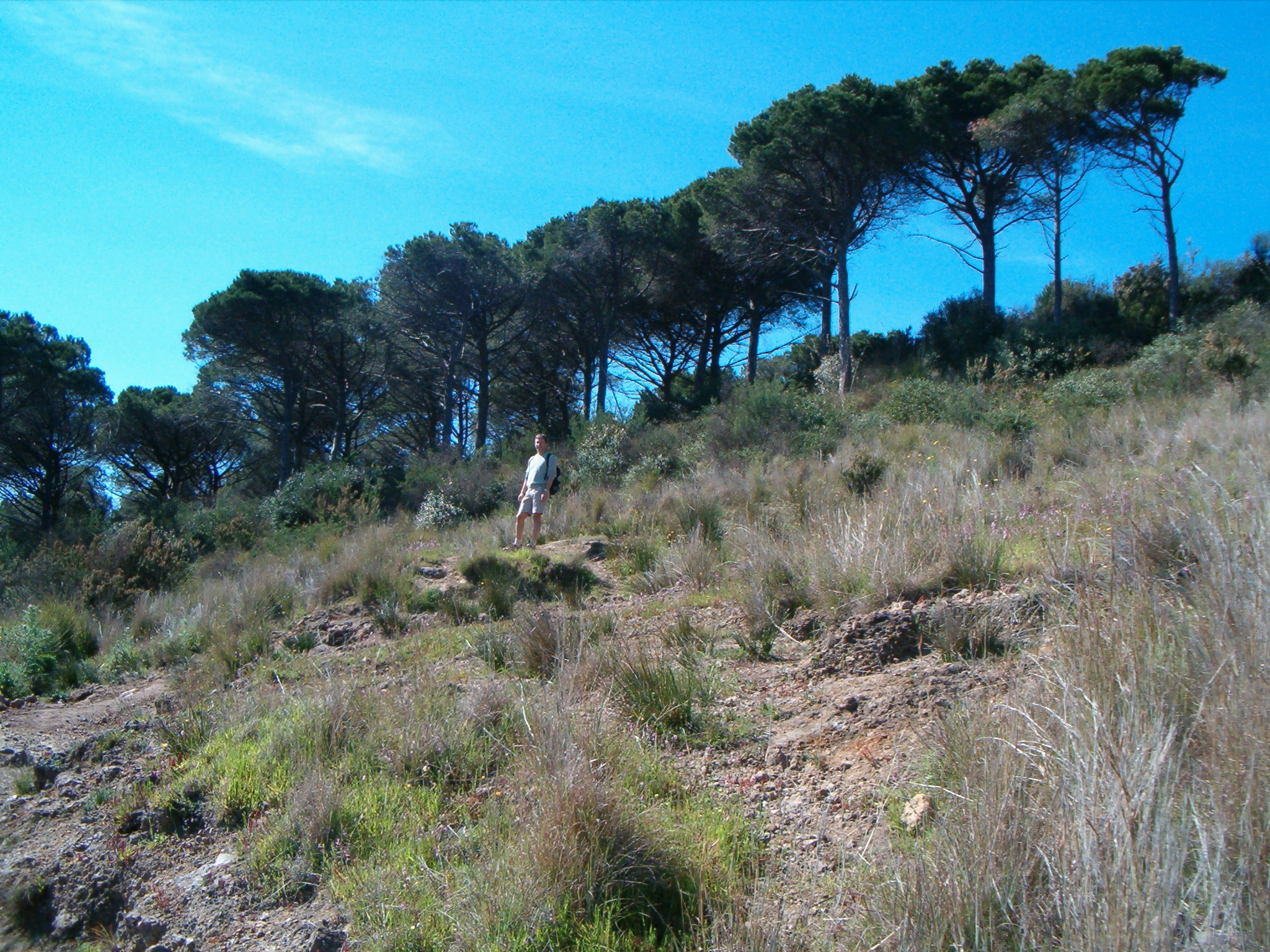
Il pendio brullo con le fumarole

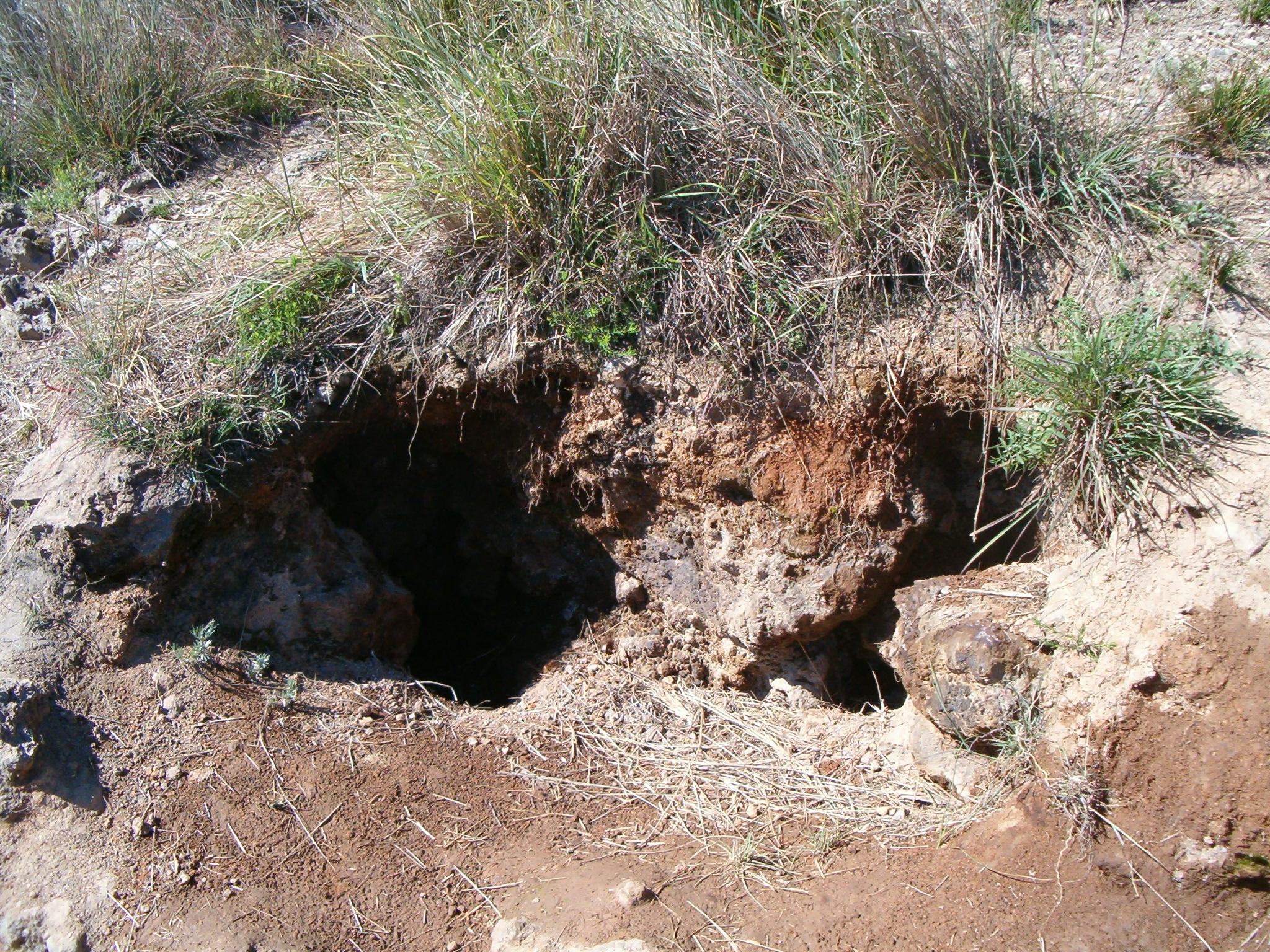
Alcune fumarole

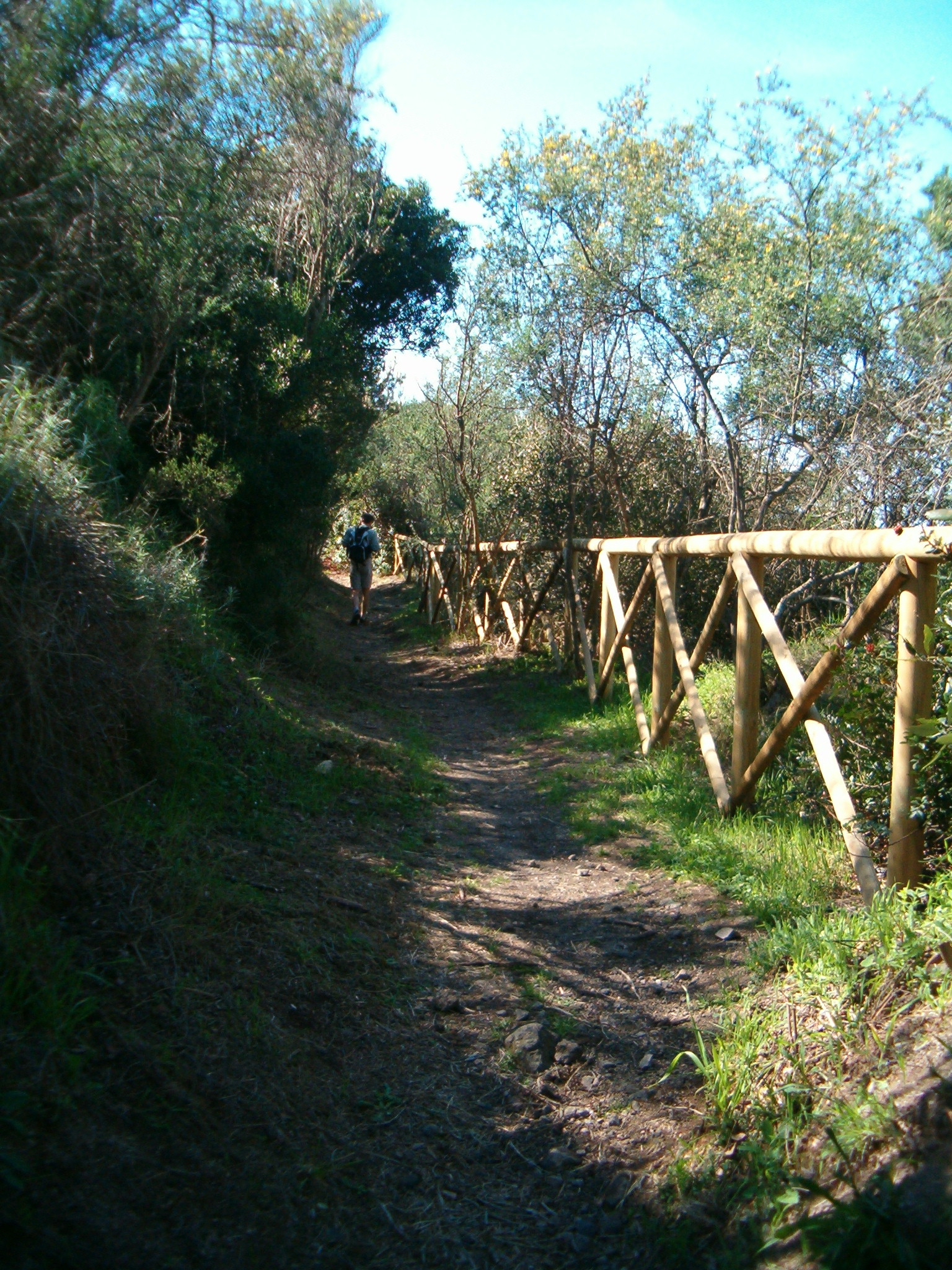
Il sentiero principale sull'orlo del cratere

Dallo slargo della sella è possibile intraprendere diverse direzioni:
- la discesa nel cratere (agibilità da verificare di volta in volta): il sentiero, che si diparte dalla sella dell'orlo, periodicamente può non essere praticabile sia per franamenti sia soprattutto per la fitta vegetazione che talora, crescendo rigogliosamente, può invadere il tracciato rendendo impossibile il passaggio;
- la discesa alla "seconda caldera" (consigliato) : situata sul pendio esterno, vi si perviene imboccando un sentierino che scende tra i pini, grossomodo sul lato opposto dell'affaccio nella caldera. Esso porta ad un anfiteatro naturale, brullo, del tutto privo di alberi, coperto da erbe a ciuffi diradate e rinsecchite, tra le quali si possono individuare piccole buche dalle quali tuttora si sprigionano fumarole con vapori caldi. Proseguendo per il sentierino che si inerpica sul pendio, si ritorna sul sentiero principale dal quale si era deviato.
- la salita alla cima più alta del cratere in via diretta (percorso sconsigliato) : salendo al di sopra del muretto di tufo, si raggiunge la cima più alta del cratere percorrendo un sentiero ripido e sassoso;
- raggiungere la cima più alta del cratere percorrendo il sentiero principale, che fa il giro completo dell'orlo del cratere (percorso consigliato): è un ottimo sentiero molto suggestivo, ora più stretto, ora più largo, affiancato da una vegetazione spontanea rigogliosa che talora forma quasi una galleria, talora invece si apre maggiormente. Nei punti dove essa si dirada o si allontana si hanno scorci emozionanti ora all'interno del cratere, ora sul Golfo di Pozzuoli o più in lontananza su quello di Napoli, ora nei ritagli fra i rami delle piccole querce si intravede il Lago d'Averno, Monteruscello, il Rione Toiano, la Tangenziale di Napoli. A circa metà percorso si passa vicino ai ruderi di un piccolo palmento. Proseguendo il percorso, si giunge infine sul punto più alto del cratere (133 m s.l.m.), quasi una piccola collina che incombe sulla sottostante sella. Da qui si gode un panorama incomparabile a 360 gradi: di fronte si apre tutto il Golfo di Napoli con la penisola sorrentina e l'isola di Capri; verso sinistra vi sono Pozzuoli, Posillipo e Nisida, mentre sulla destra si riconoscono Capo Miseno, Bacoli, il Castello Aragonese di Baia, e Baia; ad occidente si riconosce in lontananza il vecchio Arco Felice, antica porta d'ingresso alla città di Cuma; sul lato opposto si stagliano nel cielo il Monte Sant'Angelo alla Corbara e, più vicino, il massiccio del Monte Gauro (detto anche Monte Barbaro). In giornate nuvolose, quando il sole non crea riverberi sulla superficie del mare, è possibile da questo punto riconoscere i resti dell'antico porto romano di Portus Julius, sommersi nel mare per effetto del bradisismo: si distinguono allora due bacini quadrati delle tre darsene esistenti, e sulla loro destra i due muri paralleli del canale di collegamento con il mare, antico ingresso per le navi nell'originario Lago di Lucrino.

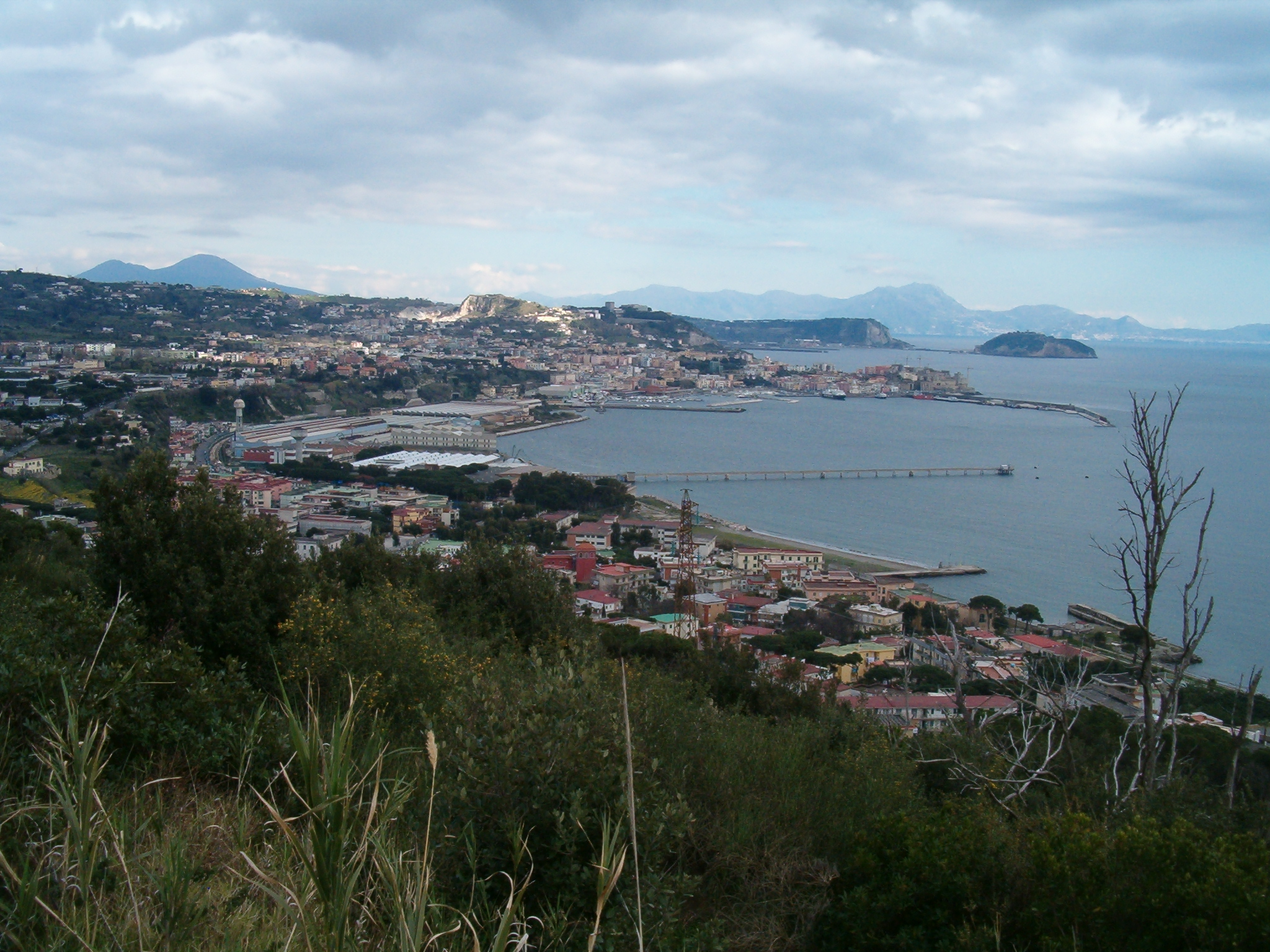
Veduta dal Monte Nuovo: Pozzuoli, Vesuvio, Posillipo, Nisida
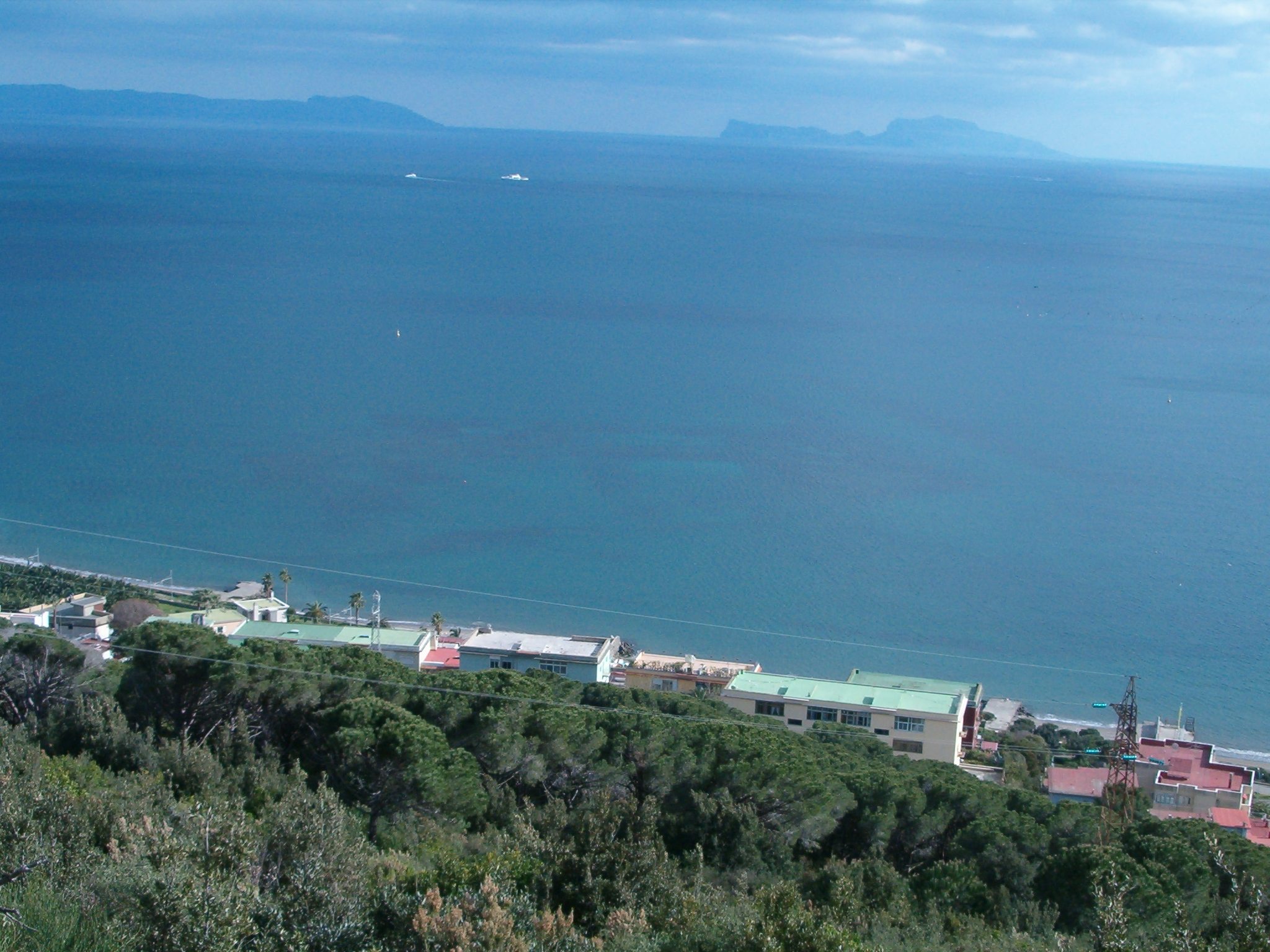
Veduta dal Monte Nuovo: le strutture sommerse di Portus Julius
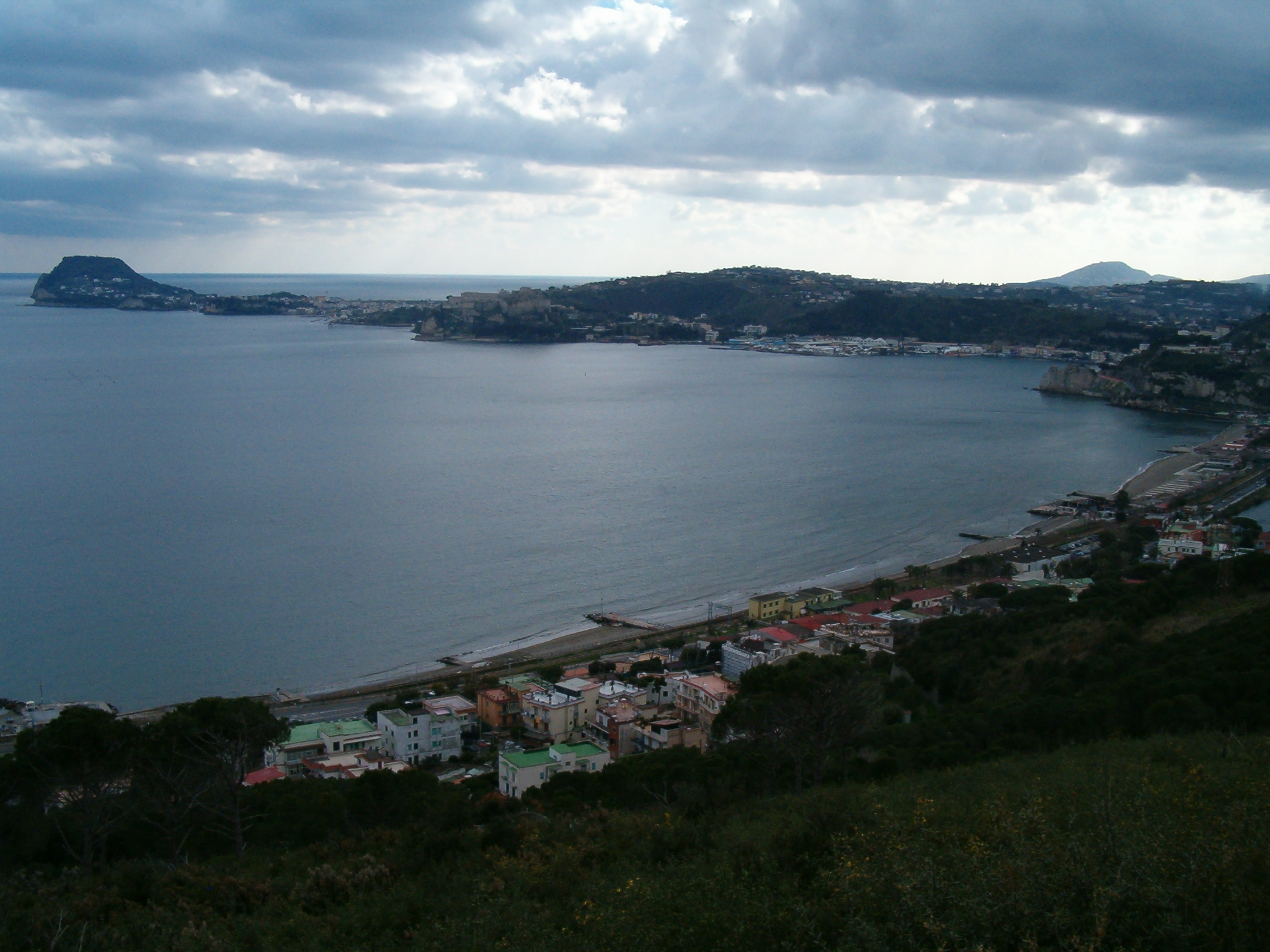
Veduta dal Monte Nuovo: Miseno, Bacoli, Baia, Lucrino
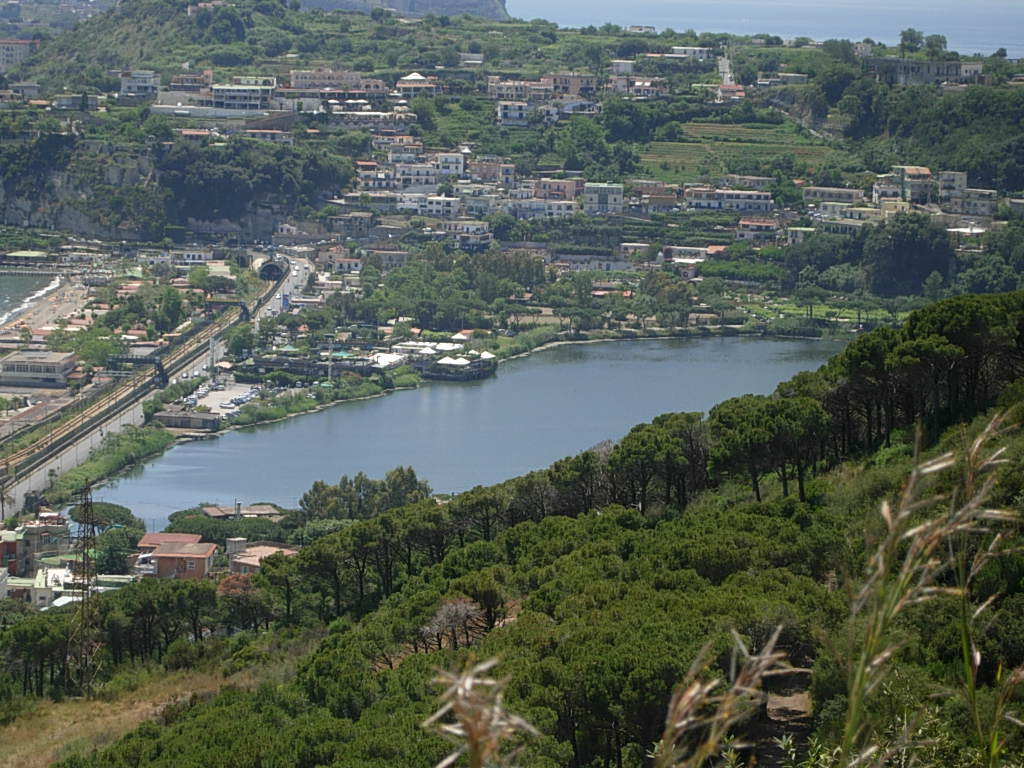
Veduta dal Monte Nuovo: il Lago di Lucrino

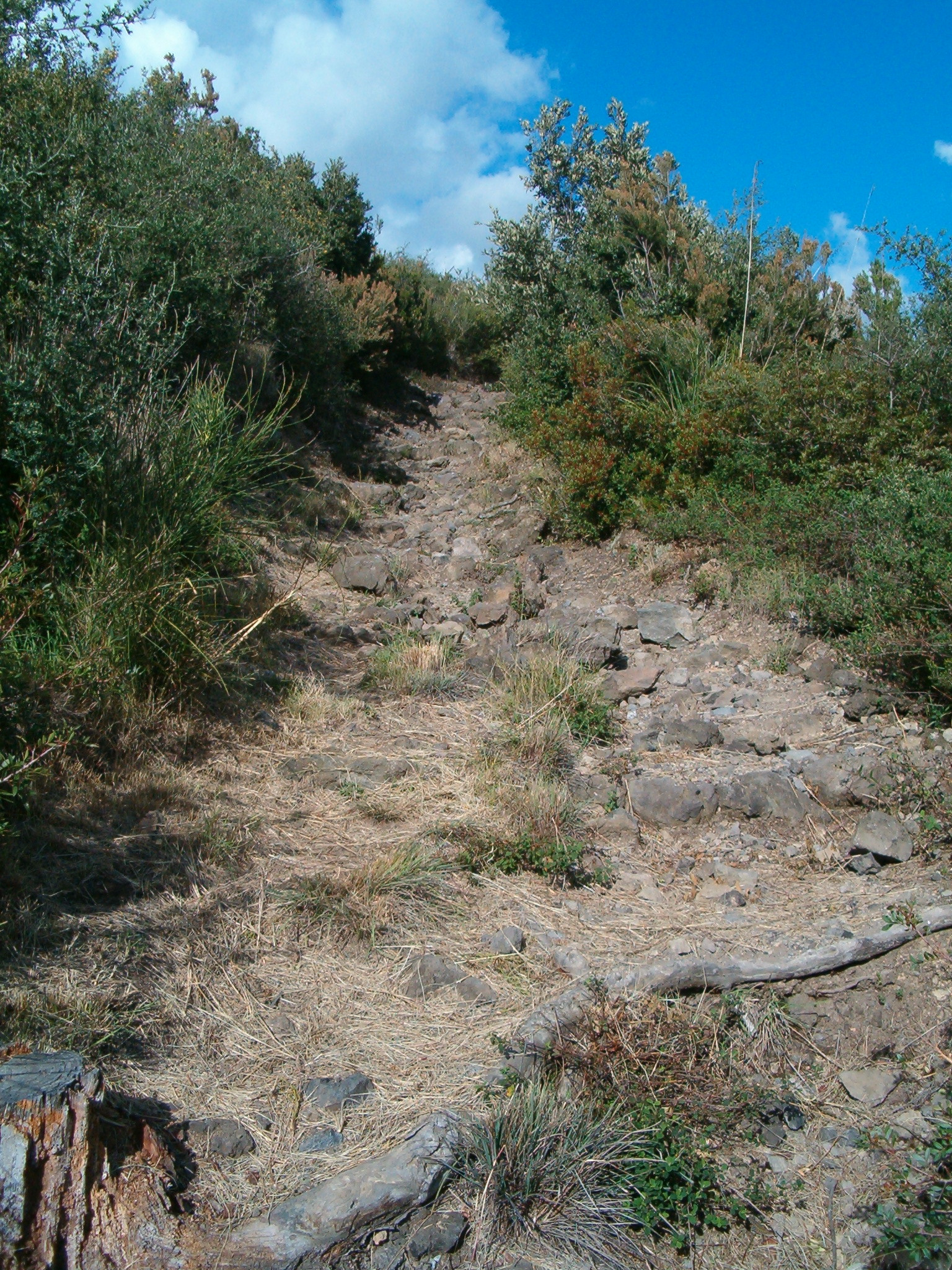
Il ripido sentiero sassoso che in via diretta porta dalla cima del cratere alla sella

Dalla cima più alta del Monte Nuovo, per ritornare indietro si può ripercorrere all'inverso il sentiero principale per il quale si era venuti; oppure (se si calzano scarpe con una buona tenuta) si può discendere per il sentiero diretto, ripido ma non pericoloso, benché disseminato di sassi e talora scavato dalle acque meteoriche, che in pochi minuti porta allo slargo della sella del cratere.

### "Archeologia" sul Monte Nuovo

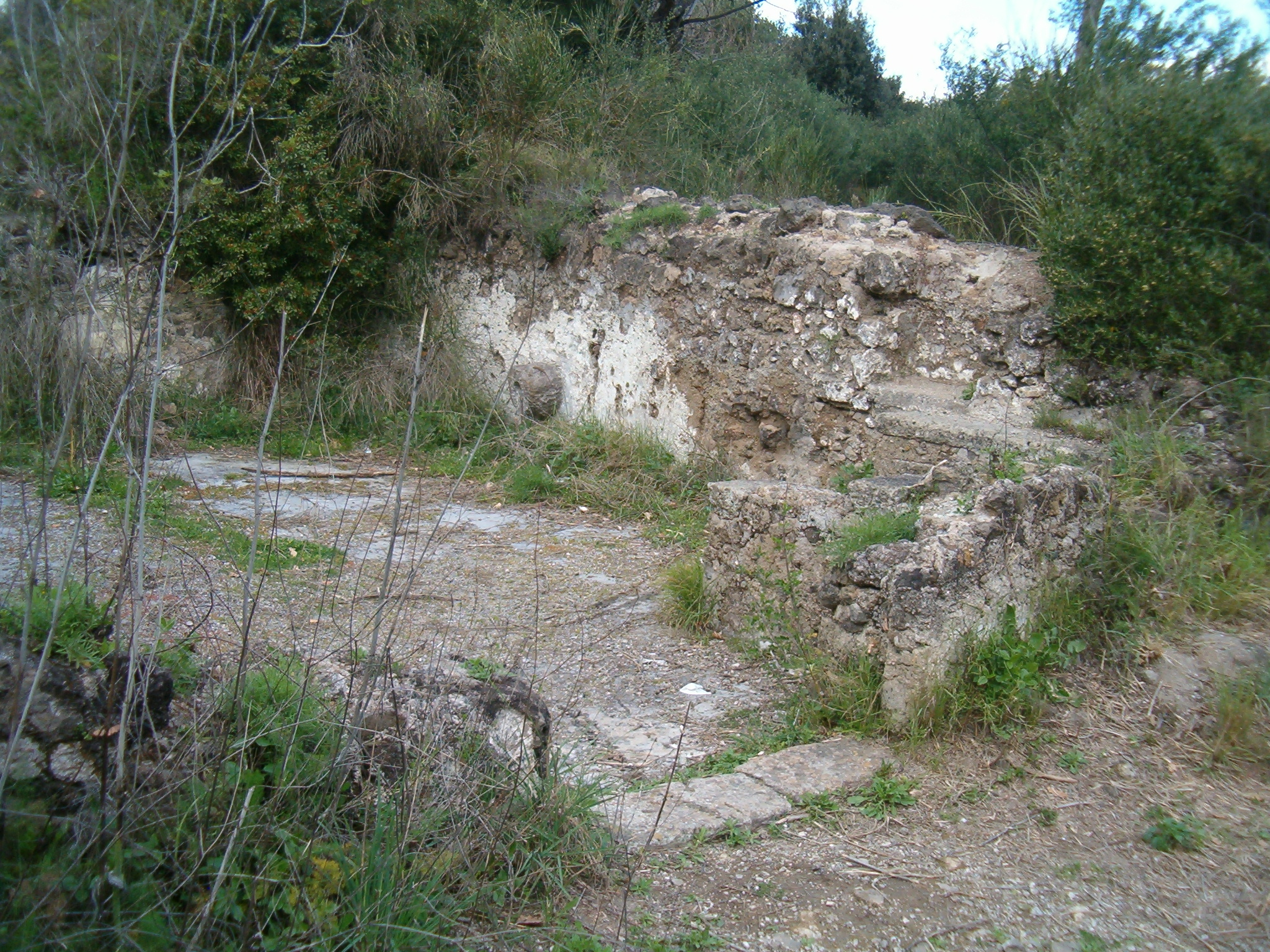
Il palmento: veduta generale

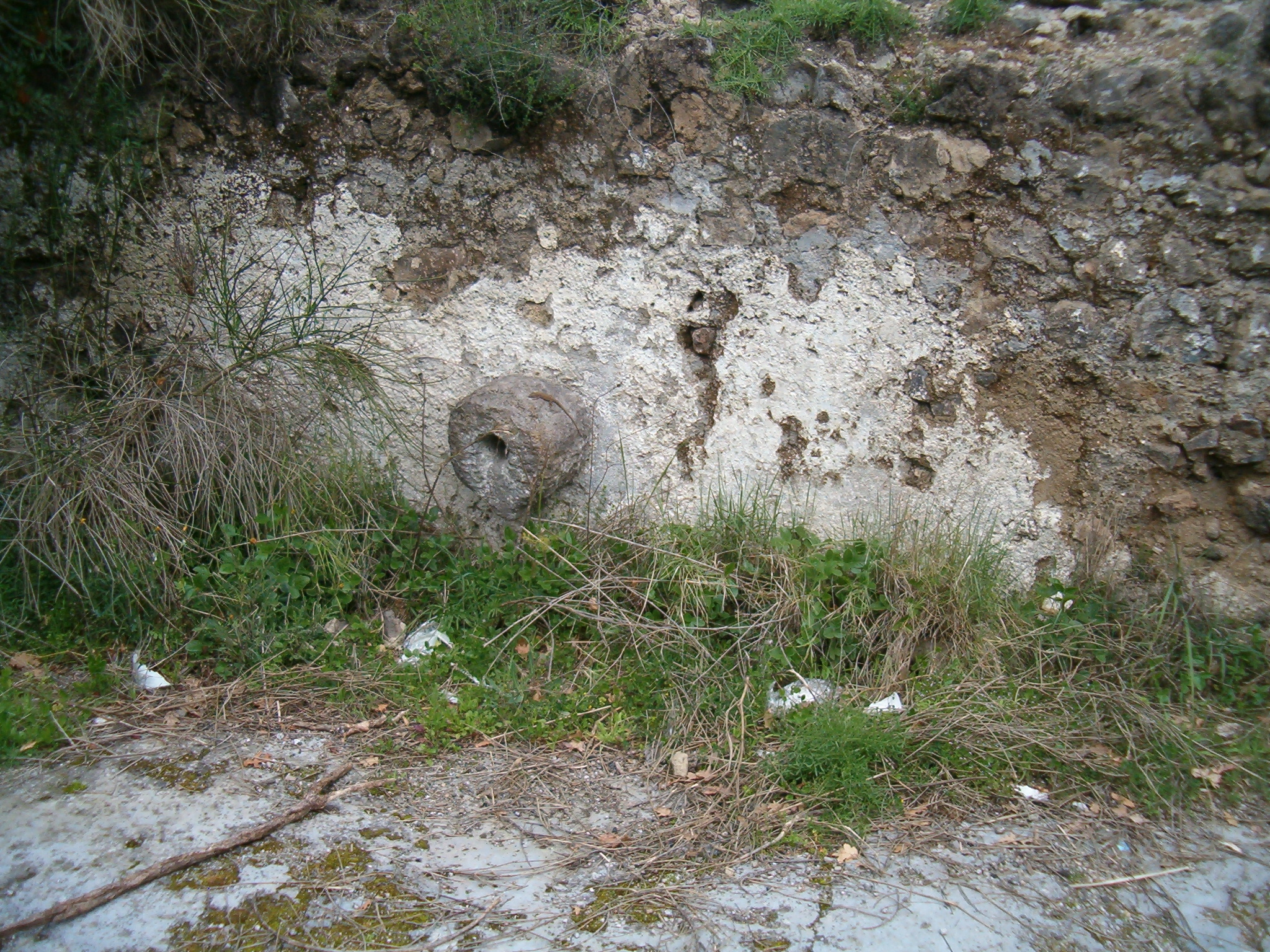
Il versatoio in pietra lavica nella parete destra

Benché l'eruzione non abbia avuto grandi conseguenze oltre il suo modesto raggio di azione, in loco essa è stata altamente distruttiva. Pertanto è impensabile sperare di poter ritrovare intorno al vulcano qualche resto della famosa villa di Cicerone chiamata "Cumanum" oppure i ruderi dello sfortunato villaggio medievale di Tripergole. 

Cionondimeno il Monte Nuovo non manca di offrire ai visitatori alcuni ruderi "archeologici", benché cronologicamente molto più recenti, inquadrabili nella sua storia cinquecentenaria.
Percorrendo il sentiero principale sull'orlo del cratere, a metà strada circa, presso degli alti pini, si incontrano i modesti ruderi di un piccolo palmento: attraverso una soglia si accede ad un semplice ambiente quadrangolare, con un banco in muratura (una cucina?) posto a destra dell'ingresso, seguito da una nicchia rettangolare, quasi certamente un armadietto a muro, mentre nella parte bassa della parete stuccata di bianco figura murato un grosso versatoio cilindrico in pietra lavica; alle sue spalle (lungo l'attuale sentiero) vi sono i resti affiancati di due tini in muratura, simili a piccole cisterne, di cui uno rettangolare e l'altro circolare, dove venivano pigiate le uve, il cui mosto, defluendo attraverso il versatoio in pietra, veniva raccolto nel vicino ambiente quadrato. Anche se non vi sono indizi cronologici più precisi su questo palmento, con buona approssimazione l'edificio si può collocare nel XVII-XVIII secolo, epoca in cui il Monte Nuovo era parzialmente coltivato a vigneto, come testimoniano ancora i resti di opere di terrazzamento riconoscibili lungo le pendici del vulcano, soprattutto quelle interne della cima più alta.
Sulla cima più alta del cratere, infine, fra la vegetazione si riconoscono i resti in muratura di una costruzione circolare, seminterrata, costruita con blocchetti di tufo quadrati. Data la sua posizione strategica, e data la tecnica muraria non dissimile da altre esistenti in cima al Capo Miseno, con ogni probabilità si tratta di una postazione destinata alla difesa antiaerea, approntata durante l'ultimo conflitto mondiale.

## Galleria d'immagini

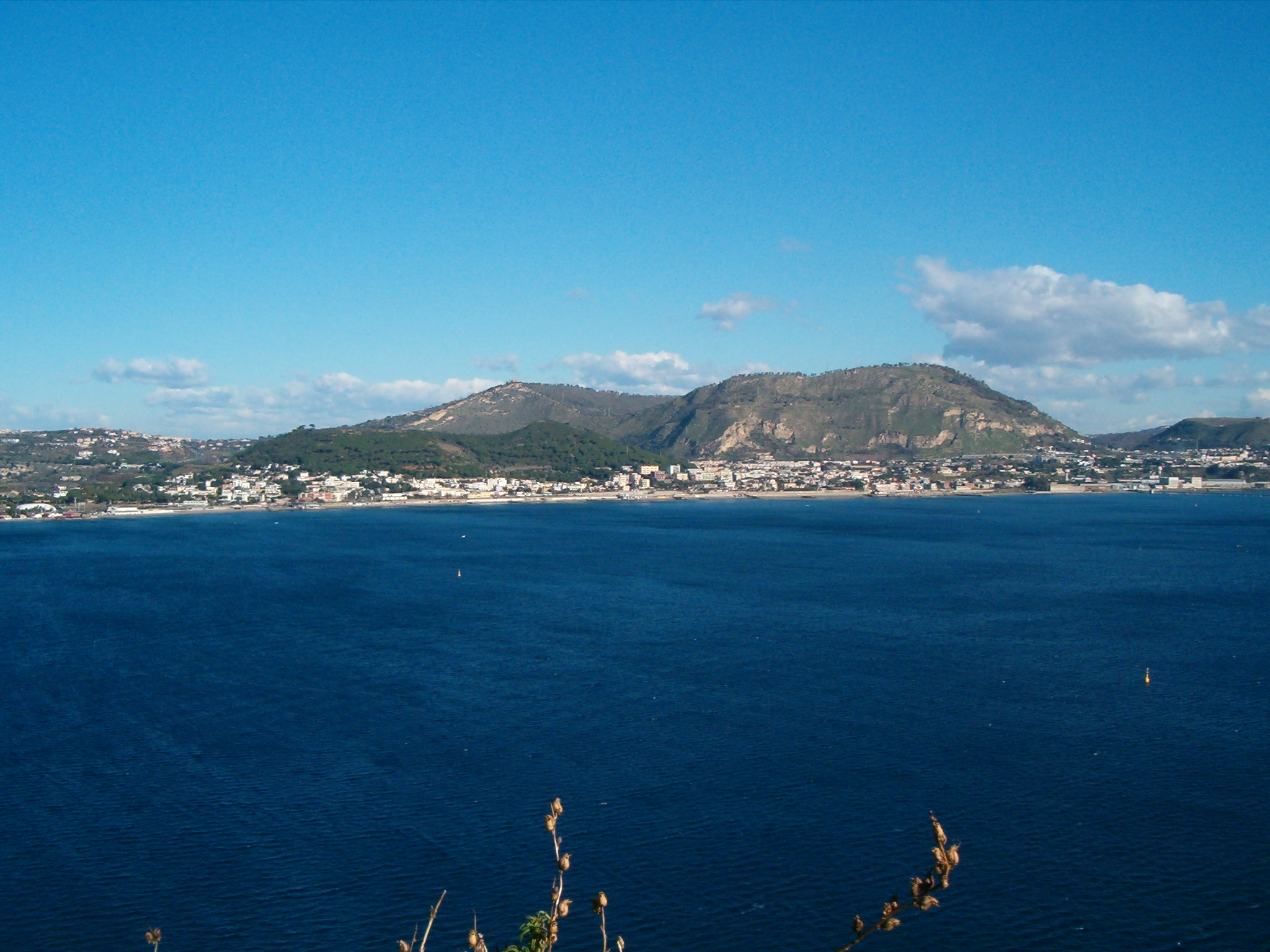
Il Monte Nuovo e monte Gauro visti dal castello aragonese di Baia
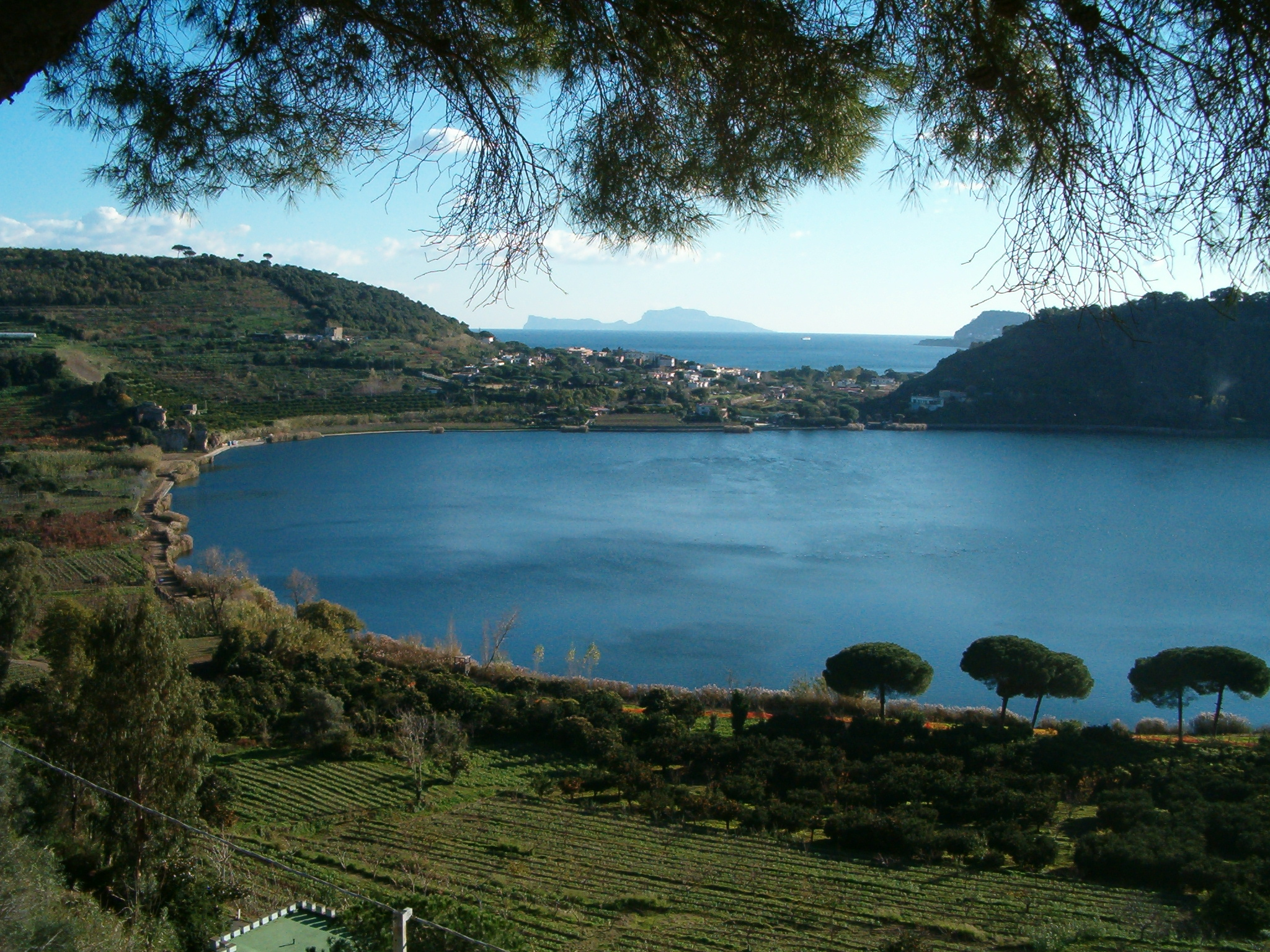
Monte Nuovo e lago d'Averno come si vedono dalla SS 7 via Domitiana
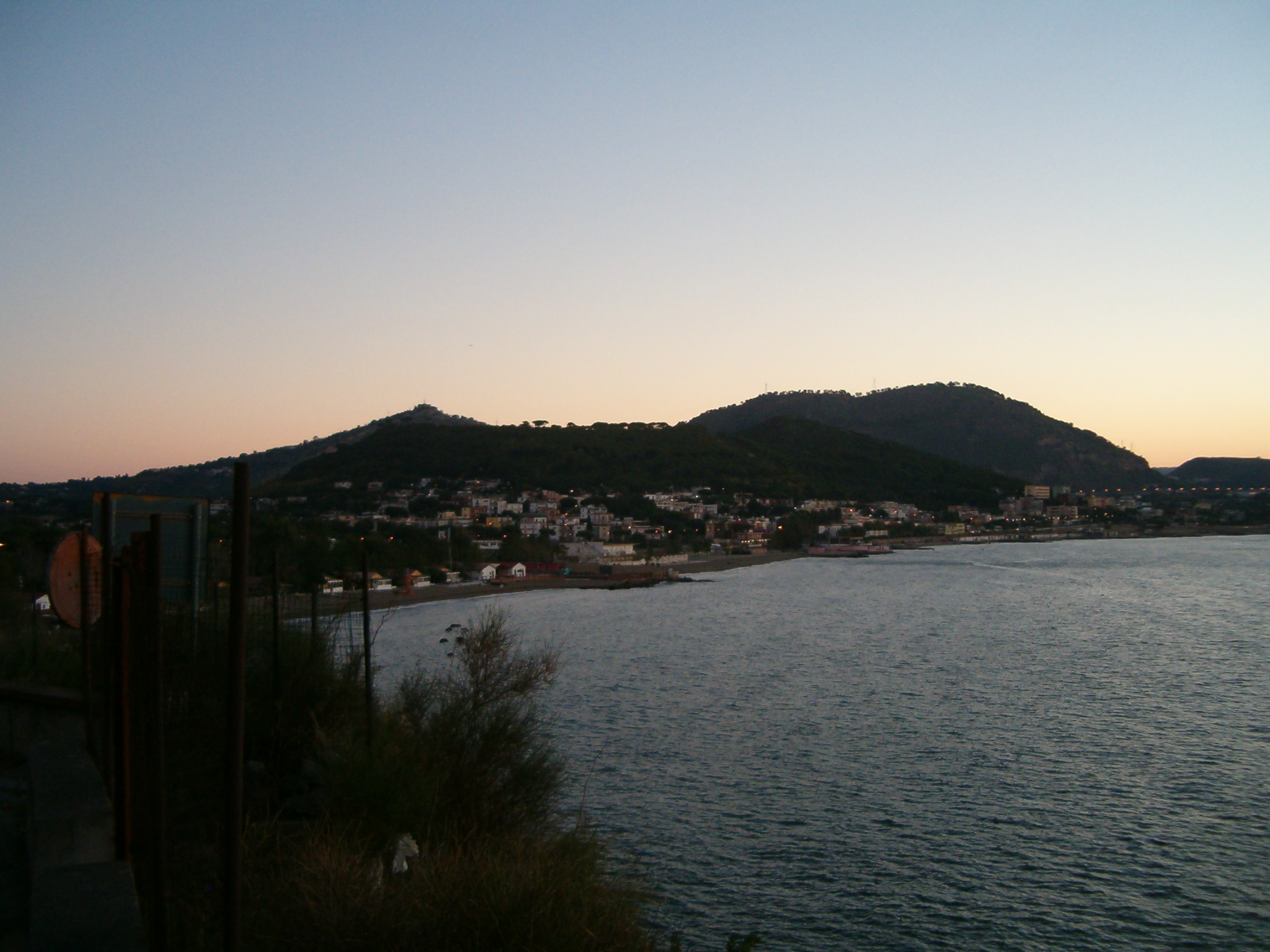
Monte Nuovo e Lucrino all'alba visti da punta Epitaffio